# 東京メトロ東西線
東西線（とうざいせん）は、東京都中野区の中野駅から千葉県船橋市の西船橋駅までを結ぶ、東京地下鉄（東京メトロ）が運営する鉄道路線である。『鉄道要覧』における名称は5号線東西線。
路線名の由来は東京を東西に横断することから。車体及び路線図や乗り換え案内で使用されるラインカラーは「スカイブルー」（#009BBF、水色）、路線記号はT。

## 概要
名称の通り東京都心部を東西に貫く路線であり、当路線の開業当時に混雑が激しかった中央線快速と総武線のバイパス路線として開業した。その西端の中野から大手町や日本橋などの東京都心部を経由しながらさらに東方向へ進み、旧江戸川以東の浦安 - 西船橋間は千葉県内となる。東西線は、帝都高速度交通営団（現：東京地下鉄〈東京メトロ〉）では初めての東京都外（そして東京23区以外）への路線となった。また、東京メトロで唯一の千葉県内に延伸された路線である。東京都外へは、後に東京メトロ有楽町線・副都心線も埼玉県内に路線が延びたが、有楽町線・副都心線唯一の都外・23区外の駅である埼玉県南端の和光市駅は東武鉄道東上線の管理駅であるため、都外・23区外に東京地下鉄管理駅を持つのは東西線が唯一である。
新型コロナウイルス流行以前の2019年度における最混雑区間（木場駅→門前仲町駅）の混雑率は199%と、地下鉄のみならず日本の鉄道路線の中で最も混雑している路線であった。2021年度における平均輸送人員は日本の地下鉄で唯一100万人を上回った。コロナ後は、沿線に日本IBM、野村総研（NRI）、大和総研などの情報通信業の事業者もあり、在宅比率も高くなり、混雑率は改善されている。
全長は30.8 kmで都営地下鉄大江戸線、横浜市営地下鉄ブルーラインに次いで日本の地下鉄の中で3番目に長い。当路線東側区間の南砂町駅付近 - 西船橋駅間は約14 kmという地下鉄としては長大な地上区間となっている（詳細は後節参照）。この地上区間の一部の駅には待避設備が設けられ、一部区間では最高速度100 km/hで日本の地下鉄路線初の快速運転が行われている。
西側で東日本旅客鉄道（JR東日本）中央線（各駅停車）の中野 - 三鷹間、東側でJR東日本総武線（各駅停車）の西船橋 - 津田沼間及び東葉高速鉄道東葉高速線の西船橋 - 東葉勝田台間と直通運転を行っており、車両は3社とも20 m級車両10両編成で統一されている。なお西船橋 - 津田沼間の直通運転は朝夕ラッシュ時のみに限定され、それ以外の区間は終日直通運転が行われている（詳細は「直通運転」の節を参照）。
東西線は東京メトロ副都心線以外の全ての東京の地下鉄路線との接続駅を持つ。副都心線開業前は、全ての地下鉄路線と接続できていた。副都心線とは高田馬場駅 - 早稲田駅間で交差し、近傍に副都心線の西早稲田駅があるが、乗換・接続駅には指定されていない。

## 路線データ
- 管轄（事業種別）：東京地下鉄（第一種鉄道事業者）
- 路線距離（営業キロ）：30.8 km（うち地上部：13.8 km）[2]
- 軌間：1,067 mm[2]
- 駅数：23駅（起終点駅含む）[2]
- 複線区間：全線
- 電化区間：全線（直流1500 V 架空電車線方式）[2]
- 地上区間：中野駅付近（402 m[注釈 2]）・南砂町 - 西船橋間13.4 km[注釈 3]。トータルの地上区間は13.8 km（厳密には13.777 km）となる。
- 地下区間：中野 - 南砂町間（中野駅はJRと共用で地上にある）
  - 中野駅のすぐ東と南砂町駅 - 西葛西駅間（荒川鉄橋のすぐ西）に地下への入口がある。
- 閉塞方式：速度制御式（新CS-ATC（デジタルCS-ATC[4][5][6]）
- 列車無線方式：誘導無線 (IR) 方式
- 最高速度：快速100 km/h・普通100 km/h[2]
  - 最高速度 100 km/hを出せるのは浦安 - 妙典間。なお、地下区間の最高速度は80 km/hである[13]。
- 平均速度：快速49.4 km/h・普通43.7 km/h（2021年4月1日現在）[2]
- 表定速度：快速41.8 km/h[注釈 4]・普通35.5 km/h（2021年4月1日現在）[2]
- 全線所要時分：快速44分15秒・普通52分05秒（2021年4月1日現在）[2]
- 最急勾配：40 ‰（西船橋方面行きA線・早稲田→神楽坂）[14][3]
  - 本線ではないが、東陽町駅から深川車両基地を結ぶ、深川車庫線にも40 ‰の勾配がある[15][3]。
- 車両基地：深川検車区
- 工場：深川工場

### 建設費用
本路線の建設費用は総額1,136億5,000万円である（1971年7月時点）。内訳は土木関係費が735億5,275万円、電気関係費が70億5,630万3,000円、車両関係費が145億1,530万3,000円、その他が185億2,564万4,000円となっている。
建設史では、中野 - 東陽町間、東陽町 - 西船橋間に分けても記載されている。中野 - 東陽町間の建設費用の総額は820億円であり、内訳は土木関係費が527億6,967万5,000円、電気関係費が46億2,818万6,000円、車両関係費が91億8,062万9,000円、その他が154億2,151万円となっている。東陽町 - 西船橋の建設費用の総額は316億5,000万円で、内訳は土木関係費が207億8,307万5,000円、電気関係費が24億2,811万7,000円、車両関係費が53億3,467万4,000円、その他が31億413万4,000円となっている。

## 沿線概況

### 地下区間
ほとんどの区間は複線構造の開削工法で構築している。ただし、神楽坂駅付近は地上道路の幅が狭いことから、駅は上下2層構造となっている。
飯田橋駅の中央本線架道橋横断部、九段下 - 竹橋 - 大手町付近、茅場町 - 門前仲町間の隅田川横断部（永代橋下流）と大島川西支川の福島橋横断部、洲崎川直下に構築する南砂町付近は締切築島または道路覆工の下に構築したケーソン（潜函）を沈下させる、潜函工法を使用している。門前仲町駅終端 - 木場駅 - 東陽町駅始端までの1,770.06 mの区間は、軟弱地盤なことから、営団地下鉄では初めての全円断面の単線シールド工法を使用した。
東西線は茅場町 - 門前仲町間で隅田川をトンネルで横断するが（前述）、以東は海抜ゼロメートル地帯を通ることから、浸水（洪水）対策を施している。
- 霊岸橋 - 永代橋間（茅場町駅から門前仲町駅方面に約430 m向かった地点）ではトンネルを急速に浅くさせて「峠」を造り、その頂点にトンネルの全断面を閉鎖する「防水扉」（防水ゲート・新川防水扉）を設置[20]。
- 隅田川以東の駅間トンネルならびに駅構内の換気は、歩道に通風口を設ける自然換気方式から地上用地に換気塔を設けて機械装置による機械換気方式に変更[20]。
- 深川車庫及び南砂町駅付近のトンネル坑口周囲に東京湾平均海面 +4.5 mの防水壁を設置[20]。
- 地上出入口を歩道より高くし、出入口に止水板および防水扉を設置（門前仲町 - 南砂町間の各駅）[20]。
- 東陽町駅駅本屋（出口1番）の1階部の開口部にすべて防水扉を設置、駅間の換気塔にも防水扉を設置[20]。
- 地上区間の高架下には葛西・行徳・西船橋の3か所の変電所を設置しているが、床面は約1.5 mの高床構造とし、機器搬入口には防水扉を設置、点検用の出入口は高所から出入りする構造とした[20]。

### 地上区間
南砂町付近 - 西船橋間の地上区間は、東西線の大きな特色をなしている。地上区間を持つ日本国内の地下鉄路線は他にも多数存在し、また近年の直通運転の拡大により地上区間の走行距離が地下区間よりも長くなる列車は珍しくなくなったが、自社線内だけで全線の半分弱を占める約14 kmという長距離の地上区間を持つ地下鉄路線は東西線のみである。東西線の建設当初、現在の地上区間周辺は田畑であり、地上に路線を建設することもできたが、将来の市街地化を予測して高架線構造の採用に至った。当時、周辺の私鉄では市街地における地上線と道路の平面交差（踏切）の高架化要望が多数あり、実現に難航していることを見れば、当然の流れであった。その後、元々田畑だった地上区間部分も人口流入により、現在のような住宅が密集する市街地となった。
東西線は元々中央線快速と総武線のバイパスとしての役割を担って建設された。東西線開業によって総武線沿線から都心への所要時間は大幅に短縮され、東西線沿線のみならず起点の西船橋以遠のJR線からの中・長距離通勤客の流入で大変混雑するようになっている。さらに近年の線内利用者の増加に対応するため、以下の変化がもたらされた（各々の詳細については次章以降で詳述している）。
- この地上区間を一部の駅にしか止まらない、快速運転の実施。地下鉄路線では日本で初めて実現した優等列車である。また一部の駅（葛西駅、妙典駅、原木中山駅）には、快速の追い抜きのための待避設備を有する。
- もともと駅間が長かった区間に新駅を設置[10]。西葛西駅、南行徳駅、妙典駅の新設。途中駅が新設された路線は他の地下鉄にも存在するが、3駅も新設されたのは東西線のみである。
- 東西線西船橋開通の3年後に東京駅に乗り入れたJR総武快速線と共に、千葉県北西部と東京都心を短絡する大動脈となり、競合する京成本線の最混雑区間が、新三河島 - 日暮里間から大神宮下 - 京成船橋間に後退した[23]。

そのほか、平均乗車距離の長さ、朝と昼の混雑率の差、定期券利用客率の高さのいずれもが、東京メトロの路線ではトップクラスにある。都心部を走る地下鉄でありながら、郊外へ延びる通勤路線としての側面もある。
快速運転を考慮して、地上区間の最小曲線半径は500 mとなっている。線形が良い地上区間は軌道改良も行われており、現在では60 kgレールが採用されている。これはJR線では新幹線や主要幹線クラスに採用されるレールであり（一般的には50 kgNレールが主流）、大量高密度輸送と高速運転を支える要となっている。

#### 地上区間の沿線風景
A線（西船橋方面行き）を基準とすると、南砂町を出た列車は35 ‰の勾配（連続573.5 m）を上って地上に出て、左にカーブしながら一気に高架へ駆け上がる。左右のマンションや工場などの建造物群を抜けると、荒川中川橋梁という長いトラス橋を渡る。なお、東京地下鉄で荒川を横断する路線は東西線と千代田線だけである。橋の右隣（下流側）には清砂大橋という歩道を備えた道路橋が架かる。橋を渡る最中、西船橋方面行き（A線）の列車の右手には葛西臨海公園の大観覧車を、中野方面行き（B線）の列車は東京スカイツリー、晴天時には富士山を見ることができる。首都高速中央環状線をくぐった後に橋を渡り終え、直線で進み西葛西となる。南砂町から西葛西までは東京地下鉄で最も駅間距離が長い区間 (2.7 km) である。

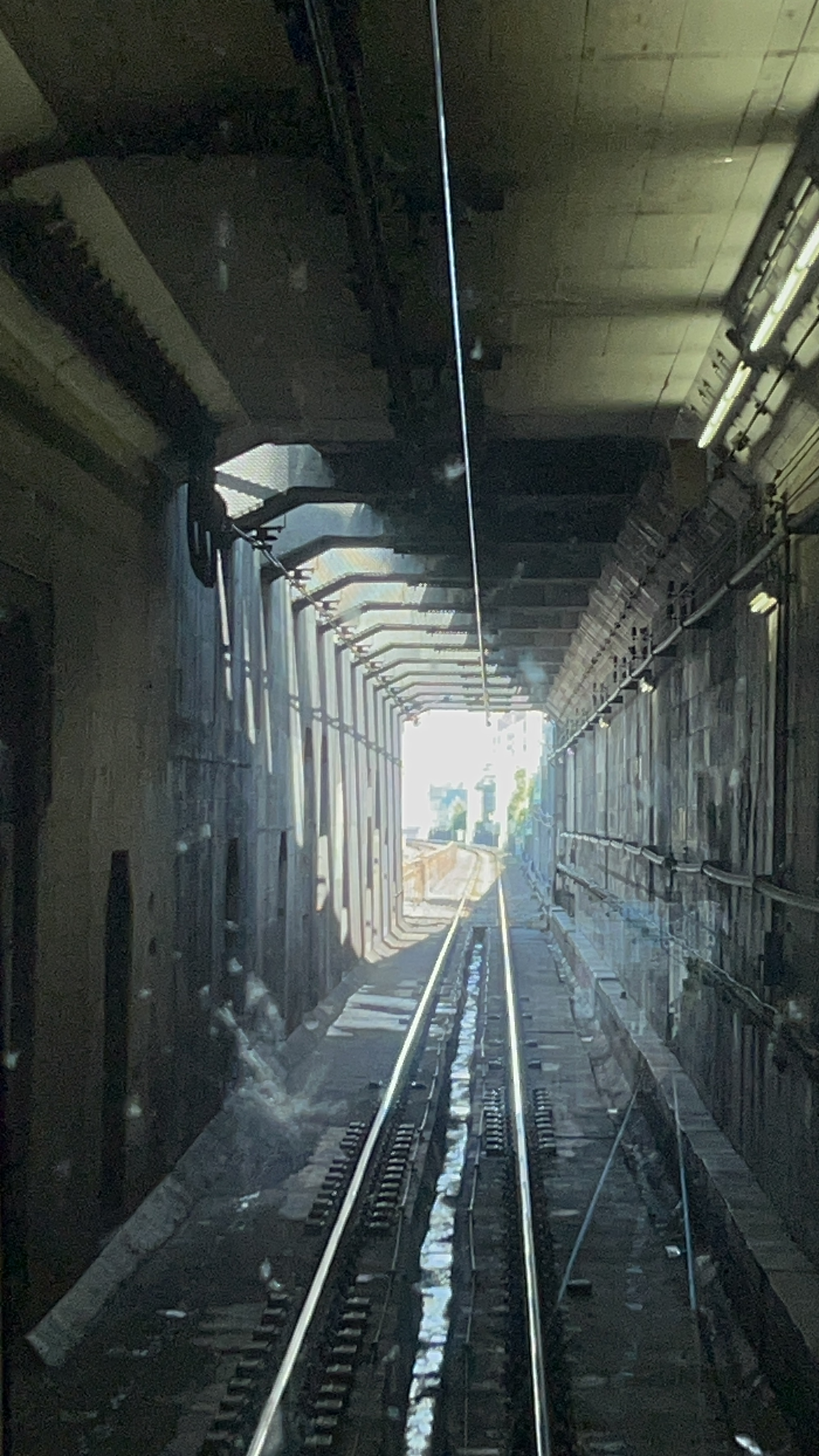
東西線の地下トンネル西船橋方出口（南砂町付近、B線）。採光口を変化させることにより、徐々に明るく（あるいは暗く）なっていくような構造となっている。

西葛西を出ると、途中に左カーブを挟みつつマンション群の中を直線で進み、変電所の脇を通ると地下鉄博物館最寄の葛西となる。葛西駅は中央2線を通過線とする東海道新幹線静岡駅や東北新幹線宇都宮駅のような構内を持ち、快速の通過待ちが行われている。葛西を出ると、徐々に一軒家が目立ち始める中を直線で進み、左カーブのあと旧江戸川を第一江戸川橋梁で越え、東京都から千葉県に入る。右手（下流側）には東京ディズニーリゾートを、左手（上流側）には浦安橋と妙見島を見ることができる。そのあと再び左にカーブし浦安に入る。
浦安を出ると再び左カーブがあり、そのあと妙典手前まで長い直線となる。この直線区間には途中南行徳と行徳があり、左カーブの後は2駅を見通すことができる。列車は一軒家とマンションが混在する中を直線で進み、妙典に至る。妙典は2面4線のホームと深川検車区行徳分室への入出庫線を持ち、葛西と同じく快速の通過待ちが行われている。
妙典を出ると深川検車区行徳分室への入出庫線を乗り越え、B線との間隔が元に戻り江戸川を第二江戸川橋梁で渡り、東京外環自動車道と国道298号を越える。勾配を下った後、左にカーブして原木中山となる。原木中山は葛西と同じ構内配線を持つ。原木中山を出ると京葉道路を乗り越えて右カーブとなり、林立するマンションや住宅地の中を抜け、迫ってくる総武本線の線路を左手に見ながら徐々に地平に降りて西船橋となる。
第一江戸川橋梁
- ランガー形式複線桁、全長139 m、支間137.6 m、桁高最大19 m、主桁間隔8.5 m、鋼重965 t。
- 当時防潮堤の改修計画があったことから橋台は防潮堤を避けているほか、橋脚を設ける位置が難しいことから、ひとまたぎで渡っている。

第二江戸川橋梁
- 中野側から第1プレートガーダー（下路式複線3主桁・延長36.0 m）、第1トラス - 第7トラスまでの7連ワーレントラス橋（第1・第7トラスは延長56.10 m、ほかは延長62.65 m）、第2プレートガーダー（下路式複線2主桁・延長36.0 m）から構成している。全長506.5 m、鋼重は1,541 tである。

## 沿革

### 開業までの沿革
現在の東西線の原型となる計画は、1917年（大正6年）に内務省に設置された「東京市内外交通調査委員会」の答申で示されたうちの一つで、「池袋 - 高田馬場 - 飯田橋 - 大手町 - 洲崎」としていた。1920年（大正9年）には東京鉄道に特許が下付されたが、1923年（大正12年）の関東大震災の後に他の路線とともに工事未着手を理由に特許が抹消された。
東西線の路線免許は、東京23区の前身にあたる東京市が戦前に計画した東京市営地下鉄6路線に遡（さかのぼ）り、大正14年内務省告示第56号に基づいて1925年（大正14年）5月16日に取得したものである。このうち現在の東西線にあたるのは、当時の第5号線「池袋駅 - 早稲田 - 飯田町 - 一ツ橋 - 東京駅 - 永代橋 - 洲崎」に至る14.2 kmの路線免許である。東京市は市営地下鉄建設の第1期計画として、第3号線渋谷 - 巣鴨間と第5号線池袋  - 洲崎間の建設に着工しようとするが、東京市には多額の公債があり、財政悪化を懸念した当時の内務省と大蔵省の反対があり、許可を得ることができなかった。その後、特に建設計画は立てられず帝都高速度交通営団（営団地下鉄）が設立され、東京市が所有していたすべての路線免許は1941年（昭和16年）に営団地下鉄へ有償譲渡された。
一方、東陽町 - 西船橋に相当する区間には、戦前に東京成芝電気鉄道による免許申請がなされ、1927年（昭和2年）に交付されていた（起点の東陽町は「東平井」として記載、船橋市内は中山を経由）が、1940年（昭和15年）に失効となった。
1946年（昭和21年）1月より戦災復興院での復興計画案の一つとして地下鉄建設を計画し、12月7日に戦災復興院告示第252号「東京復興都市計画高速鉄道」として5路線を告示した。このうちの都市計画第5号線が「中野駅 - 高田馬場駅 - 富坂町 - 水道橋駅 - 神保町 - 東京駅 - 日本橋 - 茅場町 - 東陽町」に至る15.7 kmの路線とされた。この変更に伴い、営団地下鉄は免許済路線を告示第252号に合致させるため、1949年（昭和24年）4月28日に起業目論見変更認可を申請し、同年5月23日に認可を受けた。
その後、都市交通審議会答申第1号に基づいて、1957年（昭和32年）6月17日に告示された建設省告示第835号により、都市計画第5号線は現在の路線と同じ「中野駅 - 高田馬場駅 - 戸塚町 - 飯田橋駅 - 大手町 -日本橋 - 茅場町 - 門前仲町 - 東陽町に至る本線」と「大手町 - 神保町 - 水道橋駅 - 春日町 - 白山 - 巣鴨駅 - 西巣鴨 - 板橋駅 - 下板橋に至る分岐線」（計24.2 km）に改訂された。
これを受け、営団地下鉄は1957年（昭和32年）6月18日に第5号線（東西線）の起業目論見変更認可申請と地方鉄道敷設免許の申請を行った。起業目論見変更認可申請は、1949年（昭和24年）5月に起業目論見変更認可を受けていた免許経路のうち、高田馬場 - 東陽町間および大手町 - 巣鴨間の経路を1957年（昭和32年）に改訂した経路に改める申請であり、これは1957年（昭和32年）8月13日に認可された。前記に含まれない（免許を取得をしていない）本線の中野 - 高田馬場間および分岐線の巣鴨 - 下板橋間の路線免許は、運輸大臣に免許申請を行った。同時に免許申請を行っていた第2号線（日比谷線）と第4号線（荻窪線）の路線免許は1958年（昭和33年）3月1日に交付されたが、第5号線は建設の見込みが立つまで保留とされた。
1960年（昭和35年）4月、東京都交通局から営団地下鉄に対して地下鉄5号線（東西線）中野 - 東陽町間および分岐線大手町 - 下板橋間の路線免許を交通局へ譲渡するよう申し入れがあった。これは都電の廃止に伴い、余剰人員の配置転換をする必要性があったためである。
営団地下鉄は1960年（昭和35年）8月2日、都市計画第5号線（東西線）中野 - 東陽町間および分岐線大手町 - 下板橋間の建設計画を決定し、1961年度（昭和36年度）から建設工事に着手することとした。営団地下鉄は、将来的に東西線と国鉄中央線間で相互直通運転することを計画し、1961年（昭和36年）8月に営団地下鉄総裁と国鉄総裁の間で東西線と中央線間で相互直通運転することに合意した。このため、営団地下鉄は1961年（昭和36年）8月21日（同年10月12日にも）に東西線の軌間を1,435 mm（標準軌）から直通運転に対応した1,067 mm（狭軌）に変更する起業目論見変更認可申請、前述の路線免許の追加申請を行った。そして、1961年（昭和36年）11月13日に起業目論見変更認可、11月14日に中野 - 高田馬場間の路線免許の交付があった。
東西線の建設計画より先に、1956年（昭和31年）に国鉄中央線の輸送力増強計画として、東京 - 三鷹間の複々線化と中央・総武緩行線の東京乗り入れが計画されたが、用地買収が難航し、実現はできなかった。そのほか、市ケ谷付近に短絡線を建設して中央・総武緩行線を東京乗り入れさせる計画も出されたが、計画中の東西線と中央・総武緩行線を乗り入れさせて都心に直通することが容易であるとの結論に至った。

#### 都市交通審議会第6号答申
1962年（昭和37年）6月8日の都市交通審議会答申第6号において、第5号線は「中野方面より高田馬場、飯田橋、大手町、茅場町及び東陽町の各方面を経て船橋方面に向かう路線」として示されたが、線形、経過地について引き続き検討するものとして、都市計画は保留とされた。1964年（昭和39年）1月31日、都市交通審議会は第5号線の東陽町 - 西船橋間に至る路線の経過地を浦安・行徳とし、西船橋で総武線と接続するよう答申が改訂された。営団地下鉄は同年3月27日に西船橋方面への延伸を正式に決定、4月9日に南砂町 - 山野町間（東陽町駅 - 西船橋駅間）の路線免許を申請し、翌1965年（昭和40年）6月7日には同区間の都市計画を決定、6月9日に路線免許の交付を受けた。このうち、中野 - 西船橋間は東西線として順次開業した。
この第6号答申によって、第5号線の分岐線（大手町 - 下板橋間）は都営地下鉄（東京都交通局）6号線（→三田線）の一部として切り離された。1964年（昭和39年）2月7日に運輸省からの指示により、第6号線は正式に東京都が建設を行うこととし、営団地下鉄が所有していた大手町 - 巣鴨間の路線免許は東京都に譲渡すること、営団地下鉄は免許申請中の第5号分岐線の巣鴨 - 下板橋間の路線免許を取り下げることとされた。大手町 - 巣鴨間の路線免許は、東京都（交通局）から営団地下鉄に567万4,250円の支払いを受けることで譲渡した。営団地下鉄は同年3月30日に第5号分岐線の免許申請は取り下げ、営団地下鉄から東京都への路線免許譲渡は同年12月18日に認可された。
東陽町 - 西船橋間の建設にあたり、成田国際空港周辺整備のための国の財政上の特別措置に関する法律（成田財特法）による補助金のかさ上げの適用を受けている。

#### 勝田台方面への延伸計画
その後1968年（昭和43年）4月の答申第10号では、西船橋以東について東武野田線方面に至る路線とされたが、1972年（昭和47年）3月の答申第15号では「西船橋 - 新船橋付近 - 飯山満 - 北習志野 - 八千代市中央部 - 勝田台」に改められた。営団地下鉄は1974年（昭和49年）3月22日、第5号線「営団勝田台線」西船橋 - 勝田台間（16.2 km）の延伸を正式に決定、同年3月30日に路線免許を申請した。営団地下鉄の計画では1976年（昭和51年）10月に建設工事に着手し、1979年（昭和54年）10月の開業を予定、建設費用は955億円を見込んだ。東西線（西船橋以西）とは直通運転を行い、途中の北習志野駅のみ停車する快速列車の運転も予定していた。
営団地下鉄としては、第7号線（南北線）や第13号線（副都心線）の建設の必要性があったが、当時の東京周辺で最も人口の増加が激しかった船橋市、八千代市などが千葉県とともに1973年（昭和48年）5月に「営団地下鉄東西線建設促進協議会」を結成し、「営団勝田台線」の建設陳情を営団地下鉄へ繰り返したことから、建設を決定したものである。しかし、建設に向けた手続きを進めるにあたり、特に沿線で競合関係となる京成電鉄から死活問題であるとして反対があり、また営団地下鉄の担当区域を大きく外れる（帝都高速度交通営団法 第1条「帝都高速度交通営団ハ東京都ノ区ノ存スル区域及其ノ附近ニ於ケル交通機関ノ整備拡充…」）との意見があり、路線免許取得は難航した。
1980年（昭和55年）7月19日、運輸省（当時）は次のような最終調整案をまとめ、地元に提示し了承を求めた。
1. 建設主体は第三セクターとし、地元自治体、金融機関、関係鉄道事業者がこれに出資する
2. 運営は京成電鉄に委託する
3. 東西線と接続し、相互直通運転を行う
4. 工事の施工は、日本鉄道建設公団（現・鉄道建設・運輸施設整備支援機構）が行う
5. 工事は、2段階に分けて施工する

最終的に、この案を基本として1981年（昭和56年）9月1日に東葉高速鉄道が設立され、同社が勝田台線の建設・経営を行うことが決定した。そして、東葉高速鉄道が地方鉄道敷設免許を申請したため、営団地下鉄は1982年（昭和57年）2月15日に勝田台線の路線免許申請を取り下げ、同年3月19日に東葉高速鉄道に地方鉄道敷設免許が交付された（以降は東葉高速鉄道の項目を参照）。

### 年表
- 1925年（大正14年）
  - 3月30日：内務省より「東京都市計画高速度交通機関路線」の改訂が行われ、都市計画第5号線は池袋駅 - 洲崎間として告示される[43]。
  - 5月6日：東京市は前述の告示に基づいて都市計画第5号線ほかの路線免許申請を行い、5月16日に取得する[43]。
- 1941年（昭和16年）9月1日：帝都高速度交通営団（営団地下鉄）が設立され、東京市が所有していた都市計画第5号線の路線免許は営団地下鉄に譲渡される[43]。
- 1946年（昭和21年）12月7日：戦災復興院により「東京都市計画高速鉄道網」の改訂が行われ、都市計画第5号線は中野駅 - 東陽町間の路線として告示される[27]。
- 1957年（昭和32年）6月17日：都市交通審議会答申第1号に基づいた告示により、都市計画第5号線は経由地を現行のルートに改訂し、分岐線大手町 - 下板橋間の路線が加わる[27]。
- 1960年（昭和35年）8月2日：営団地下鉄が都市計画第5号線（東西線）の建設を正式に決定[30]。
- 1961年（昭和36年）11月14日：東西線中野 - 東陽町間の路線免許を取得完了（前述記事参照）[30]。
- 1962年（昭和37年）
  - 8月29日：都市交通審議会答申第6号基づいた告示により、都市計画第5号線の一部であった分岐線大手町 - 下板橋が第6号線（都営三田線）の一部に改訂される[34]。都市計画第5号線の東陽町 - 船橋方面への延伸が示される[34]。
  - 10月19日：第5号線の建設工事に着手[44]。
- 1964年（昭和39年）
  - 1月31日：1962年（昭和37年）8月29日の告示で示されていた第5号線の延伸を、浦安・行徳を経由して西船橋に至る路線へ正式に決定する[45]。
  - 10月27日：5号線を東西線と呼称決定[44]。この時期は東京オリンピック開催のため、路上工事が中止され、東西線の建設工事に影響が生じた[45]。
  - 12月23日：高田馬場 - 九段下間 (4.8 km) 開業[44]。5000系営業運転開始[注釈 12]。3両編成で終日5分間隔運転を行った[44]。
- 1965年（昭和40年）6月9日：第5号線南砂町 - 山野町間（東陽町駅 - 西船橋駅間）の路線免許を取得[36]。
- 1966年（昭和41年）
  - 2月1日：7両編成の運転を開始[48]。
  - 3月16日：中野 - 高田馬場間 (3.9 km)・九段下 - 竹橋間 (1.0 km) 開業[49]。後者は竹橋駅に折り返し設備がないことから、九段下駅の中野駅寄りにある両渡り分岐器を使用して、単線並列運転を行った[47]。終日5分間隔運転を行った[49]。
  - 4月28日：国鉄中央本線荻窪駅まで直通運転開始（当初は営団からの片乗り入れ）[49][50]。
  - 10月1日：竹橋 - 大手町間 (1.0 km) 開業[51]。国鉄301系が投入され相互直通運転開始[51][50]。終日5分間隔運転を行った[51]。この区間は5月の開業予定であったが、東京オリンピック開催の影響で建設工事が遅延したため、10月に繰り下げられた[52]。
  - 12月7日：東陽町 - 西船橋間 (15.0 km) 起工式[新聞 2]。
- 1967年（昭和42年）
  - 9月14日：大手町 - 東陽町間 (5.1 km) 開業[53]。朝夕混雑時は2分30秒間隔、それ以外は5分間隔で運転した[53]。この区間は大手町 - 茅場町、茅場町 - 東陽町へ順次延伸開業する予定であった[52]。しかし、大手町 - 日本橋間の国鉄線横断部が難工事であり、苦肉の策として同年8月に日本橋 - 東陽町間を先行開業させ、12月に大手町 - 日本橋間を開業させる計画となっていた[52]。その後、国鉄線横断部は突貫工事を行うことで、計画を前倒した同年9月の東陽町までの一括開業に間に合わせた[54]。
  - 12月21日：臨時新東京国際空港閣僚協議会決定「新東京国際空港関連事業計画について」において、成田空港供用開始（1971年予定）までを目途に、東陽町 - 西船橋間の建設をすすめるとされる。
- 1969年（昭和44年）
  - 3月29日：東陽町 - 西船橋間 (15.0 km) 開業（全線開業）[55]。快速の運転を開始[56]。中野 - 東陽町間で、朝夕混雑時は2分30秒間隔、昼間時は5分間隔で運転した[55]。
  - 4月8日：中央本線への乗り入れ区間を三鷹駅まで延長[50]。国鉄総武本線津田沼駅まで乗り入れ開始[50]。なお、1972年7月の総武快速線開業までは夏期臨時ダイヤ（いわゆる「房総夏ダイヤ」）期間中は乗り入れを中止していた。
  - 4月10日：車内改札を開始[57]。
  - 8月25日：東西線開業後、西船橋方面からの混雑が激しいことから、一部の各駅停車を間引き、捻出した7両編成を9両編成6本、8両編成2本に組み替えて最混雑列車に充当[58]。
- 1971年（昭和46年）4月20日：国鉄103系1200番台営業運転開始。
- 1972年（昭和47年）10月2日：国鉄総武線津田沼駅まで相互直通運転（ラッシュ時限定）開始[50]。
- 1974年（昭和49年）4月9日：自動進路制御装置 (ARC) 及び列車集中制御装置 (CTC) を導入[59]。
- 1975年（昭和50年）6月9日：平日の昼間時と休日に快速列車が浦安駅停車となる[58]。
- 1977年（昭和52年）11月1日：東西線向けとして8年ぶりに車両増備を行い、一部列車の10両編成運転を開始する（それまでは7両編成・一部は暫定的に8両・9両編成）[60][61]。
- 1978年（昭和53年）2月28日：葛西 - 南砂町間（当時西葛西駅は建設中）にある荒川に架かる荒川中川橋梁上で春一番に伴う突風（後に竜巻によるものと判明）を受け、通過中の中野行列車（5000系10両編成）3両が脱線（うち2両は転覆）[62]。20数名が負傷した（営団地下鉄東西線列車横転事故）。
- 1979年（昭和54年）10月1日：西葛西駅開業[63]。車両増備を行い、西船橋から中野方面への朝ラッシュ時の1時間あたり運転本数を21本から24本（2分30秒間隔）に増発[64]。
- 1981年（昭和56年）
  - 3月27日：南行徳駅開業[65]。
  - 10月1日：車両増備を行い、西船橋から中野方面への朝ラッシュ時の1時間あたり運転本数を24本から27本（2分15秒間隔）に増発[64]。
- 1982年（昭和57年）2月15日：西船橋 - 勝田台間の路線免許申請を取り下げ[66]。
- 1987年（昭和62年）
  - 4月1日：国鉄分割民営化に伴い、直通先が東日本旅客鉄道（JR東日本）となる[67]。
  - 10月24日：半蔵門線用の8000系を05系投入まで暫定的に運用開始[68]。
- 1988年（昭和63年）
  - 6月1日：車両冷房の運用を開始[69][注釈 13]。
  - 11月16日：05系営業運転開始[71][68]。
- 1989年（平成元年）
  - 1月：8000系の東西線での運行が終了[68]。
  - 5月31日：5000系冷房改造車の運用開始[72]。
  - 6月：千代田線直通用国鉄103系1000番台が転入[73]。
- 1990年（平成2年）6月20日：自社車両がすべて10両編成となる[74][75]。
- 1991年（平成3年）
  - 10月16日：05系第14編成を使用したワイドドア車両を運用開始[76]。
  - 12月1日：JR東日本に合わせたダイヤ改正で、最後まで一部で7両編成を組んでいたJR東日本からの乗り入れ車をすべて10両編成に組み替え[77]。これにより全列車の10両編成化が完了する[77]。土曜日ダイヤを導入[78]。
- 1994年（平成6年）
  - 6月1日：アルミ・リサイクル車両の運用開始[79][新聞 3]。
  - 夏：営団の全車両が冷房車となる[注釈 14]。
- 1995年（平成7年）3月20日：地下鉄サリン事件のため午前の営業運転を休止、午後から再開[82]。
- 1996年（平成8年）
  - 3月16日：JR総武本線津田沼駅乗り入れが平日のみになる。土曜日ダイヤと休日ダイヤを一本化[82]。東葉高速1000形営業運転開始[83]。
  - 4月27日：東葉高速鉄道東葉高速線（西船橋 - 東葉勝田台間）が開業し、営団との相互直通運転開始[84]。
  - 5月15日：列車運行管理システム (PTC) を導入[84]。
- 1999年（平成11年）12月6日：前々日のダイヤ改正により、東葉快速が運行を開始。
- 2000年（平成12年）
  - 1月22日：下妙典信号所を昇格して妙典駅が開業[報道 2] 。
  - 2月3日：05系8次車（新05系）車両の営業運転開始[報道 3]。
- 2003年（平成15年）
  - 3月30日：カテナリ電車線ヘビー化工事が完成[85]。
  - 5月1日：JR東日本E231系800番台の営業運転開始[86]。
  - 5月30日：JR東日本103系1000・1200番台の運用が終了[86]。
  - 6月10日：JR東日本301系の運用が終了[73]。
- 2004年（平成16年）
  - 4月1日：帝都高速度交通営団の民営化による東京地下鉄（東京メトロ）発足で、営団地下鉄東西線から東京メトロ東西線になる[報道 4]。
  - 12月7日：東葉高速2000系が営業運転開始[83][報道 5]。
- 2006年（平成18年）
  - 11月7日：有楽町線から転属した07系が営業運転開始[87][88]。
  - 11月20日：平日朝ラッシュ時、中野方面行の全電車10号車（先頭車両）に女性専用車を導入[報道 6]。JR総武線・東葉高速線からの直通列車も始発駅（津田沼駅・東葉勝田台駅）から対象。中央線内となる中野以西（中野 - 三鷹間）では設定はない[報道 6]。
  - 11月29日：女性専用車の運行区間を西船橋（妙典始発を含む） - 大手町間に縮小[報道 6]。
  - 12月3日：東葉高速1000形の運用が終了[83]。
- 2007年（平成19年）
  - 1月27日：深川車両基地にて「さよなら東西線5000系 車両撮影会&工場見学会」を開催[報道 7]。
  - 3月17日：5000系の営業運転を終了[68][89]。
  - 3月21日：保安装置システムを新CS-ATC（デジタルCS-ATC）に更新[90][6]。
- 2009年（平成21年）9月9日：東陽町駅に留置されていた営業用電車（05系第1編成）に保線用の車両が正面衝突し、走行不能になる[新聞 4]。そのため、高田馬場 - 葛西間で始発から区間運休となり、全線で運転を再開するまで約5時間を要した[新聞 4]。
- 2010年（平成22年）5月7日：15000系営業運転開始[87][91]。
- 2011年（平成23年）
  - 3月14日：同月11日に発生した東北地方太平洋沖地震による発電所の停止に伴う電力供給逼迫のため、東京電力が輪番停電（計画停電）を実施。これに伴い、この日からJR中央線・JR総武線・東葉高速線との相互直通運転および快速・通勤快速・東葉快速の運転が休止される。
    - この日は震災後初めての平日であり、通常より運行本数も少なかったため、ラッシュ時は過去最高の混雑率を記録した。

  - 3月18日：JR中央線・JR総武線・東葉高速線との相互直通運転および快速・通勤快速の運転が平日の朝・夕ラッシュ時のみ再開される。
  - 6月11日：土休日のダイヤが平常に戻り、快速運転が全面的に再開される。
  - 9月12日：平日のダイヤが平常に戻り、快速運転が全面的に再開される。ただし、駅構内および車内の一部消灯は継続される。
- 2012年（平成24年）11月26日：日本橋駅 - 西葛西駅間で携帯電話の利用が可能となる[報道 8]。
- 2013年（平成25年）
  - 2月7日：中野駅 - 九段下駅間で携帯電話の利用が可能となる[報道 9]。
  - 3月7日：九段下駅 - 日本橋駅間で携帯電話の利用が可能となる[報道 10]。
- 2015年（平成27年）5月 - 6月：各駅に発車メロディを導入[報道 11][報道 12]。
- 2022年（令和4年）9月18日：13時15分頃、飯田橋 - 九段下間での折り返し設備設置に伴う下水管移設・撤去工事の現場から線路内に雨水が流れ込み、飯田橋 - 神楽坂間で約430mに及び線路が冠水する[92][93]。このため、同時刻から高田馬場 - 日本橋間で運転を見合わせ、全線で運転再開するまで約8時間を要した[92][93]。
- 2024年（令和6年）5月11日 - 5月12日：南砂町駅改良工事に伴う第1回目の線路切替工事を実施[報道 13]。これに伴い、東陽町駅 - 西葛西駅間が両日間にわたり運休となり、代行バス運行[報道 13]。

## 運行形態

### 直通運転
以下の路線と相互直通運転を行っている。
- JR東日本：中央・総武線（各駅停車）：中野駅 - 三鷹駅間（深夜を除く終日）、西船橋駅 - 津田沼駅間（平日の朝夕ラッシュ時のみ）
- 東葉高速鉄道：東葉高速線：西船橋駅 - 東葉勝田台駅間

本節の解説では区間の区別のため中野駅 - 三鷹駅間を「中央線」、西船橋駅 - 津田沼駅間を「総武線」と記述する。
列車番号の末尾アルファベットは東京地下鉄保有車両が「S」、JR東日本保有車両が「K」、東葉高速鉄道保有車両は「T」となっている。ただし、搭載している保安装置の関係上、JR東日本保有車両は東葉高速線、東葉高速鉄道保有車両はJR線への乗り入れを行うことができない。そのため、三鷹駅 - 東葉勝田台駅を直通する列車はメトロ車に限定される。また、2020年（令和2年）3月14日改正ダイヤでは、東京地下鉄保有車両の7本が東葉高速線内で、東葉高速鉄道保有車両の3本が東京地下鉄線内でそれぞれ運用終了・夜間留置となる「外泊運用」が組まれている。
平日のラッシュ時は総武線 - 東西線 - 中央線（津田沼駅 - 東西線経由 - 三鷹駅間）という運行も行われる。東西線経由の方が距離が短い。なお、両端の駅から同一会社の、それも同一の運転系統との直通という例は極めて稀である。この経路による通過連絡運輸の設定もある。
東京メトロ車については、中央・総武線、東葉高速線ともに直通可能だが、総武線津田沼駅から中野駅または中央線三鷹駅まで直通してきた列車が折り返し東葉高速線東葉勝田台行となる運用もあり、またその逆で東葉勝田台駅・八千代緑が丘駅発の列車が折り返し津田沼行となる運用も存在する。
平日の朝夕の直通のみ津田沼発三鷹行きと三鷹発津田沼行きには中央・総武線御茶ノ水経由と東西線経由の列車がある。

### 列車種別
東西線では以下の種別の列車が運転されている。停車駅は「#駅一覧」を参照。

#### 快速
日本では架線集電の地下鉄として初の速達列車である。東西線はJR東日本（当時は旧国鉄）中央・総武線（各駅停車）の混雑緩和を目的に建設され、乗客の移行を促すために地上区間である東陽町駅 - 西船橋駅間の途中駅（通過駅のうち南砂町駅は地下駅）を通過する「快速」を登場させた。
東陽町駅 - 西船橋駅間で速達運転を行い、中野駅 - 東陽町駅間は各駅に停車する。また、直通運転する路線内では各駅に停車する。全列車が運行区間に東西線全区間を含んでおり、東西線の途中駅で折り返す快速列車は設定されていない。また、西船橋始発の列車も少ない。
なお、地上区間での認可最高速度は100 km/hで、これは地下鉄としては日本初、かつ現在も日本最速である。車両の設計最高速度は110 - 120 km/hである。
日中は中野駅 - 東葉勝田台駅間で1時間に4本（15分間隔）で運転されている。このため、この時間帯の運用は東京メトロ車と東葉高速車に限られる。また、日中の時間帯の東葉高速線はすべて快速となっているため、東葉高速線内の各駅から東西線の快速通過駅を利用する場合は、西船橋駅または浦安駅で各駅停車に乗り換える必要がある。また、平日朝・夕方以降については東西線内のみ運転の快速や中央・総武線（各駅停車）直通の三鷹駅・津田沼駅発着の快速も運転されており、この場合はJR車も運用されている。土休日は東葉高速線区間 - 中央線区間にのみ乗り入れる（総武線区間には乗り入れず、西船橋駅 - 三鷹駅間の設定もない）ため、JR車の三鷹駅直通運用はなく、東京メトロ車のみ三鷹駅まで直通する。なお、平日夕方と土休日朝において西船橋駅 - 中野駅間のJR車運用が少ないながら設定されている。津田沼直通運転時間帯は通勤快速と共に津田沼直通列車が優先される。
基本的に昼間帯は葛西駅で先を走る各駅停車を追い抜くが、朝、夕の一部は原木中山駅・妙典駅でも追い抜きを行っている。
かつては各駅停車の追い抜きは最高で2本までだったが、2017年3月の改正で、葛西駅・妙典駅・原木中山駅の3駅で各駅停車を追い抜く快速が1本設定された。また現行ダイヤでも、平日ダイヤ17時台に西船橋駅を発車する上りの快速1本は、原木中山駅、妙典駅（当駅始発）、葛西駅の3駅で各駅停車を追い抜く。
列車種別は基本的に赤色で表記される。
1969年に東西線で快速列車が導入された際には、停車パターンによって以下の3種類の呼称で区別された。ただし、これは内部の呼称とされ、公式には用いられていなかった。
- A快速：東陽町駅 - 西船橋駅間ノンストップの快速（1975年より旅客案内上では「浦安通過の快速」）。1969年運用開始、1996年終了。
- B快速：上記区間で浦安駅にのみ停車する快速（同「浦安停車の快速」）。1975年6月9日運用開始[58]。
- C快速：上記区間で、東陽町駅 - 浦安駅間は各駅に停車し、浦安駅 - 西船橋駅間ノンストップの快速。1986年11月1日運用開始[94]。

1996年のダイヤ改正でA快速が廃止され、B快速が「快速」、C快速が「通勤快速」として正式に列車種別を分離した。

##### 運行の変遷
- 1969年（昭和44年）3月29日の東陽町駅 - 西船橋駅間開業と同時に登場[56]。当初は東陽町駅 - 西船橋駅間の途中駅はすべて通過だった（これは当時通過駅の周辺が農漁村地帯で人口が少なく、輸送需要の大半が西船橋以遠にあったからである）[56]。
- 1975年（昭和50年）6月9日より、平日の日中と休日について浦安駅にも停車させるようになった[58]。
- 1986年（昭和61年）11月1日のダイヤ改正で浦安駅 - 中野駅間の各駅に停車する快速列車を設定[67]。これは「C快速」と称される。
  - 東陽町駅 - 西船橋駅間ノンストップの快速は「A快速」（平日ラッシュ時のみの運転）、その通過駅のうち浦安駅に停車する快速は「B快速」と呼ばれていた。
- 1996年（平成8年）
  - 3月16日：ダイヤ改正によりすべての快速が浦安駅に停車するようになり、東陽町駅 - 西船橋駅間ノンストップのA快速は消滅[82]。同時に浦安駅 - 中野駅間の各駅に停車するC快速に「通勤快速」の名称を与え、東陽町駅・浦安駅・西船橋駅の順に停車するB快速は「快速」として列車種別を分離する[82]。ただし、種別分離後も通勤快速は平日朝ラッシュ時の片道のみの運転を現在に至るまで踏襲している。
  - 4月27日：東葉高速線の開通により 、昼間時間帯の運転区間が中野駅 - 東葉勝田台駅間になる。
- 1999年（平成11年）12月4日：東葉高速線内まで快速運転する列車として「東葉快速」の運行を開始。
- 2005年（平成17年）12月10日：ダイヤ改正により平日・土曜・休日ともに快速の運転時間が拡大し、平日については西船橋方面は東陽町駅24時00分発が最終の快速になった（それまでは東陽町駅21時42分発が最終の快速であった）。また、平日の朝方に通勤快速を2本増発した[報道 14]。
- 2007年（平成19年）3月19日：平日朝の最混雑時間帯（約30分間）で中野方面の快速が通勤快速に変更された[報道 15]。
- 2009年（平成21年）3月16日：平日朝の西船橋発6時 - 9時10分発までの中野方面行きのすべての速達列車が通勤快速となった[報道 16]。
- 2014年（平成26年）3月15日：東葉快速が廃止[報道 17]。

#### 通勤快速
平日朝西行（中野方面）のみの運転で、西船橋駅 - 浦安駅間で速達運転を行い、浦安駅 - 中野駅間は各駅に停車する。また、直通運転する路線内では各駅に停車する。快速と同様に全列車が運行区間に東西線全区間を含んでおり、東西線の途中駅で折り返す列車は設定されていない。
1986年（昭和61年）11月1日に快速の停車パターンの一つ（C快速）として登場したが、1996年（平成8年）3月16日より「通勤快速」という名称になる。C快速時代には専用の種別幕はなく、始発駅から南行徳駅を通過するまで快速、南行徳駅 - 浦安駅間を走行中に各駅停車（種別無表示）に変更していた。前述の通り、2007年以降はダイヤ改正の度に運転時間帯が拡大しており、2007年3月19日から平日朝の最混雑時間帯に運行されていた快速がすべて通勤快速に変更され、2009年3月16日からは西船橋発朝6時 - 9時10分までのすべての速達列車が通勤快速となった。
中野方面行き快速と同様、通過駅がなくなる浦安駅 - 中野駅間での車両の種別表示はE231系以外、各駅停車表示となる。
車両によっては「通快」と略して表示される。「通勤快速」を英語で表記する際、その表現方法は統一されておらず、"Commuter Rapid"、"Commutation Rapid"、"Rapid Commuter"、"Com.Rapid"、と車両や駅ごとに異なる。種別は緑色とされることが多いが、全ての案内において統一されているわけではない。

#### 各駅停車
一部の時間帯をのぞき、快速1本（朝のみ2本・通快含む）に対して2本であり、朝と夕方は3 - 5分間隔、日中は約5 - 8分間隔で運行されている。日中は1時間に8本のうち4本が中央線に乗り入れて三鷹駅 - 西船橋駅間で運転、残りの4本が中野駅 - 西船橋駅間での運転となる。ラッシュ時には東葉高速線や総武線津田沼駅発着の列車も運行されるほか、九段下駅（着のみ）・東陽町駅・浦安駅（2019年3月18日以降発のみ新設）・妙典駅発着の列車もある。日中は快速に抜かれない列車もある反面、夕方に1本、葛西と妙典の2駅で快速に抜かれる列車もある。

#### 東葉快速（廃止）
東西線だけでなく、東葉高速線でも速達運転を行う種別で、東陽町駅 - 東葉勝田台駅間で速達運転を行っていた。東西線内の停車駅は快速と同じ。廃止時点では平日の夕方に東葉勝田台行きのみ運行されていた。
車両や駅によっては「東快」と略して表示されていた。使用色、英語表示（TOYO Rapid、TOYO RAP.）も車両や駅ごとに異なっていた。
2014年（平成26年）3月15日のダイヤ改正で廃止され快速に変更された。

### 日中の運行パターン
日中の各区間の1時間あたりの運行本数は下表のとおりである。
| 種別＼駅名 | 三鷹駅 | … 中央線 … | 中野駅 | 中野駅 | … 東西線 … | 西船橋駅 | 西船橋駅 | … 東葉高速線 … | 東葉勝田台駅 | 備考                             |
| ---------- | ------ | ---------- | ------ | ------ | ---------- | -------- | -------- | -------------- | ------------ | -------------------------------- |
| 快速       |        |            |        | 4本    | 4本        | 4本      | 4本      | 4本            | 4本          |                                  |
| 各駅停車   | 4本    | 4本        | 4本    | 4本    | 4本        | 4本      |          |                |              | 西船橋行は葛西駅で快速の通過待ち |
| 各駅停車   |        |            |        | 4本    | 4本        | 4本      |          |                |              | 中野行は葛西駅で快速の通過待ち   |

## 女性専用車
東西線の女性専用車は、2006年11月20日に乗り入れ先の総武線各駅停車および東葉高速鉄道線と同時に導入された。
平日午前6時57分以降に西船橋駅を発車する列車ならびに途中の妙典駅始発を含めて、進行方向最前部車両である10号車が女性専用車となる。実施区間は、東葉勝田台駅・津田沼駅→西船橋→大手町駅までであり、大手町駅到着または9時をもって女性専用車の取り扱いを終了する。非常時やダイヤが大幅に乱れた場合などには女性専用車の実施を中止する。
設定当初は終着の中野駅まで女性専用車が設定されていたが、大手町駅での流動が影響したこともあり、導入してわずか1週間強にあたる2006年11月29日に設定区間を大手町駅までに短縮した。

## 保安装置

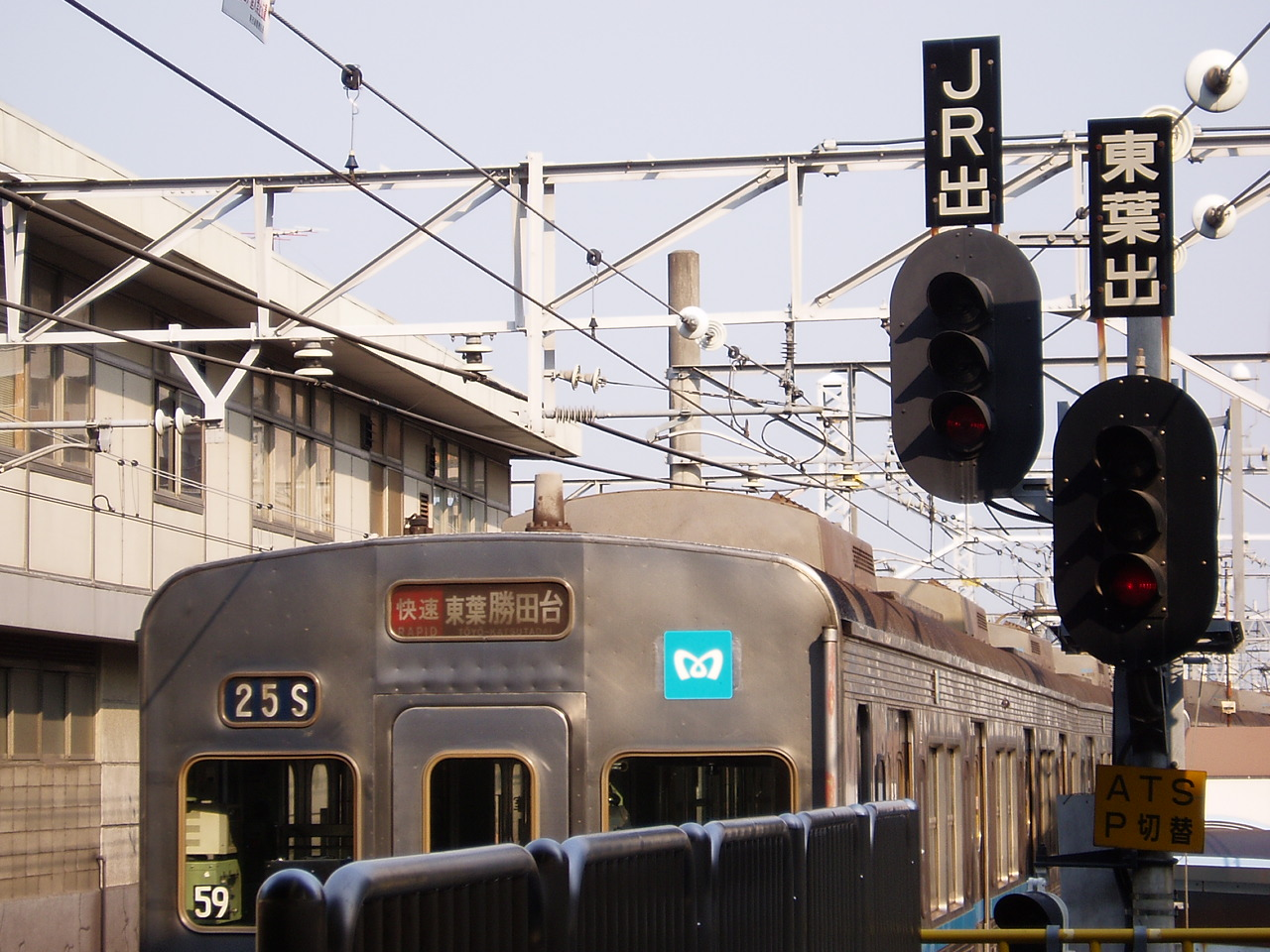
「東葉出」を示す右側がWS-ATC用の信号機
（2006年8月10日 / 西船橋駅）

開業当初東西線で使用していた自動列車制御装置 (ATC) は地上信号式 (WS) で、原則として運転士が手動で制動（ブレーキ）を掛ける方式である。減速信号 (YG) 65 km/h、注意信号 (Y) 40 km/h、警戒信号 (YY) 25 km/hの速度制限が掛かる。通常の閉塞信号でも進行現示 (G) することがない信号機が多数存在した。減速信号は地上区間を中心に採用されていた。列車通過後の信号現示変化で、YG現示などが連続して表示される信号機もあった。東京地下鉄では日比谷線もこの方式であったが、両線とも現在車内信号式 (CS) に変更されている。
ATC更新工事により、05系のうち車内信号非対応で登場した車両には改造工事が行われた。また5000系と東葉1000形は共に老朽化が進んでいることから新ATC対応化はせずに、東葉1000形は2006年12月4日に、5000系も翌2007年3月17日にそれぞれ全車両が引退した。さらに2006年11月より有楽町線から転属している07系4編成にも、東西線の保安装置への改造が行われている。2006年10月中旬から2007年2月中旬頃までの終電後の夜間に、信号システム更新のための試運転が行われた。これにより首都圏で現在車内信号式を採用していない地下鉄は、都営地下鉄浅草線のみとなった。
直通先の東葉高速線はWS-ATCを使用しており、直通車はWS-ATCが搭載されている。
さらに東陽町 - 西船橋間の各停車駅では停車予告音が採用されており、ブレーキを掛けても停車するまで連続して鳴る。東京メトロで停車予告音を使用しているのはこの区間のみである。

## 車両

### 自社車両
- 15000系
- 07系
- 05系・05N系

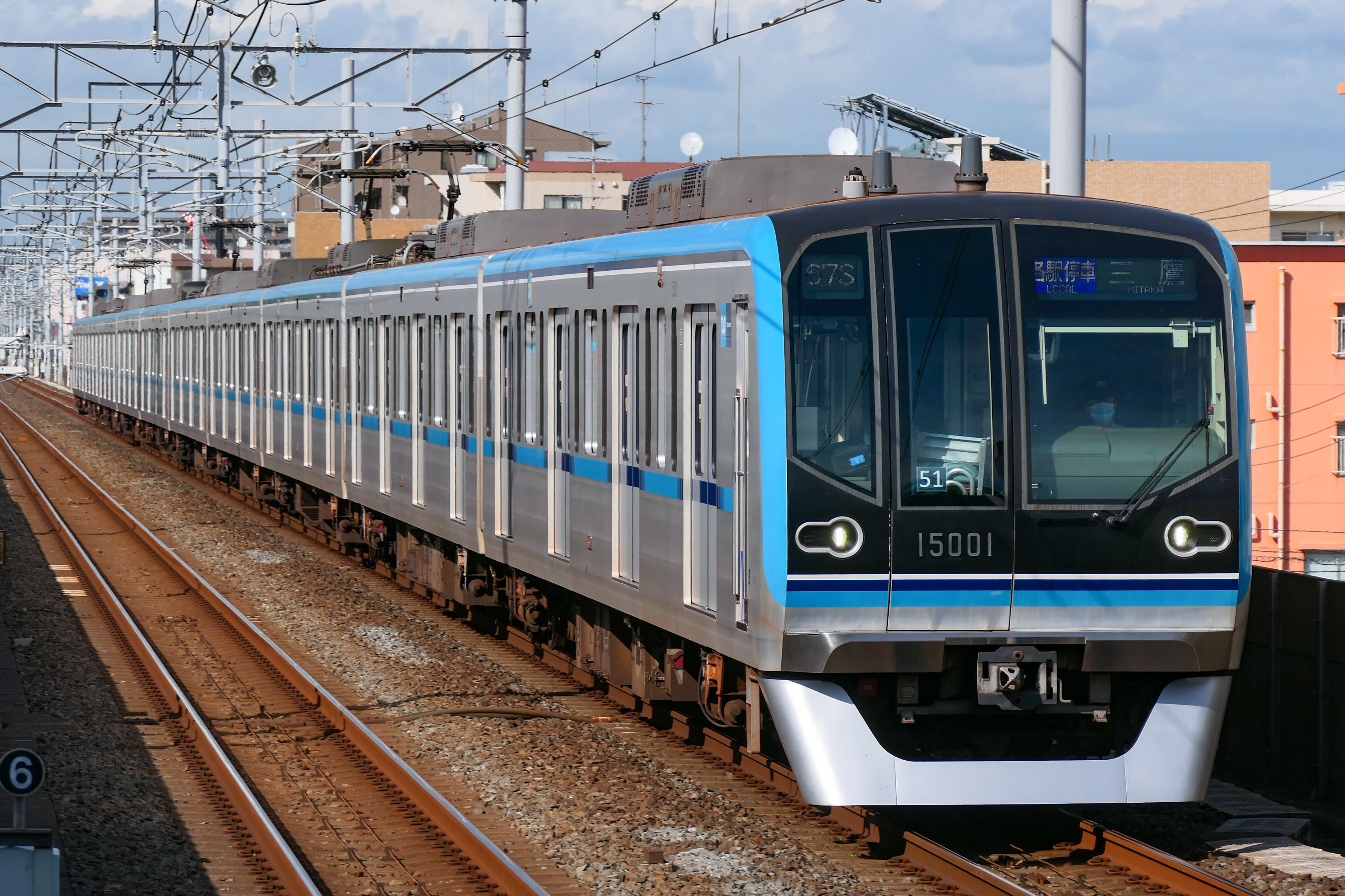
15000系 （2022年7月25日 行徳駅）
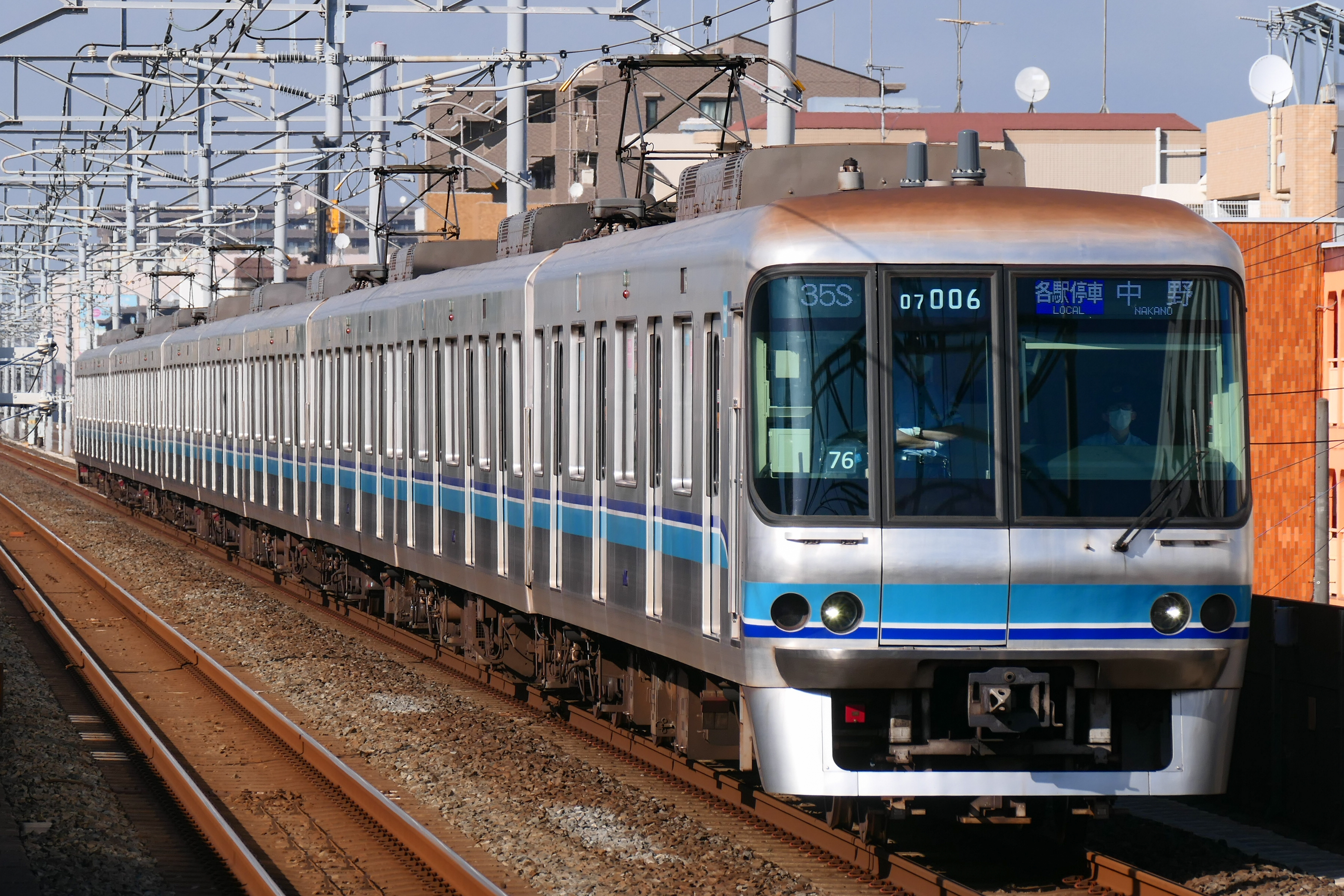
07系 （2022年7月17日 行徳駅）
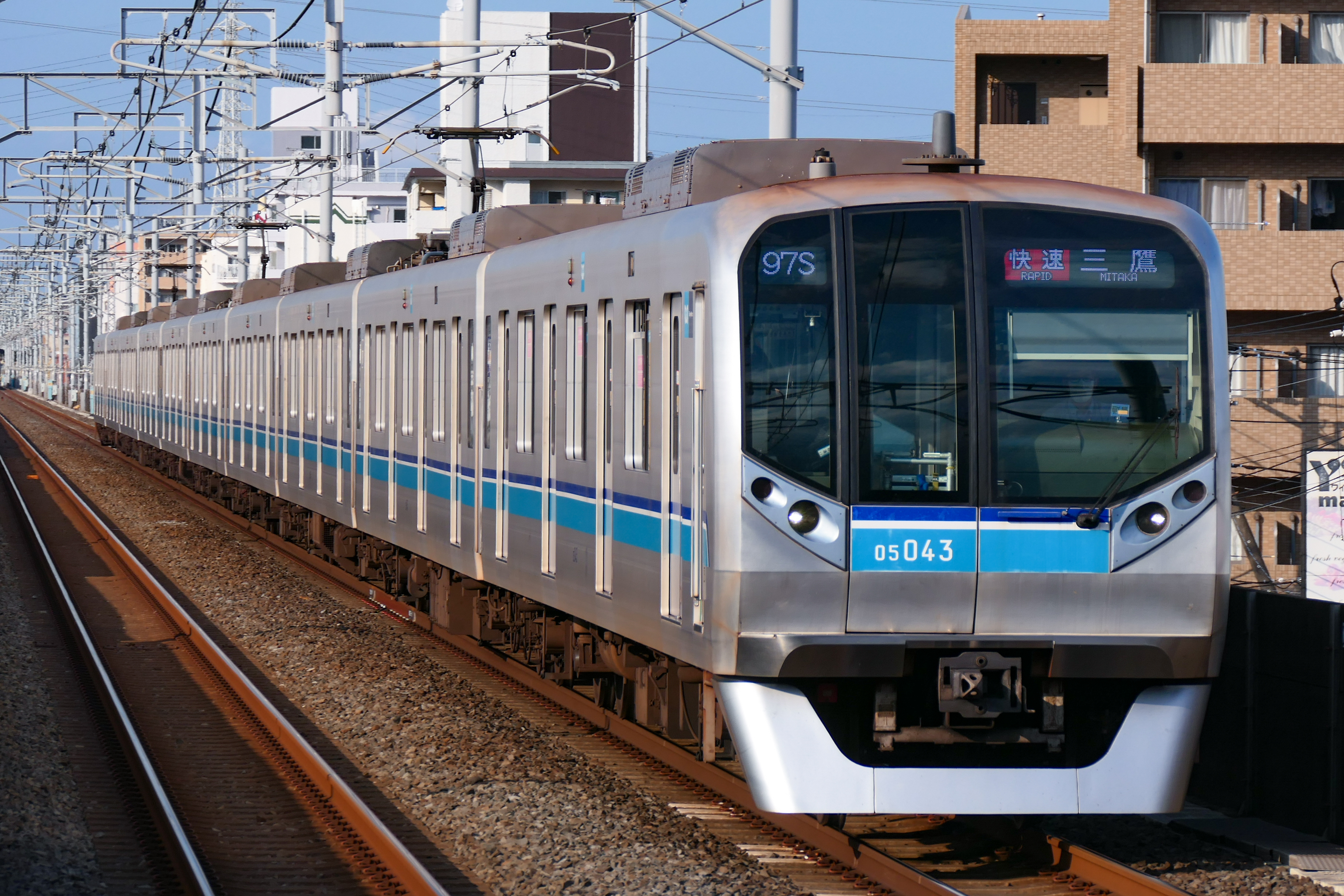
05N系 （2022年7月25日 行徳駅） 05系のうち前面デザインが変更された第25編成からは05N系とも呼ばれる
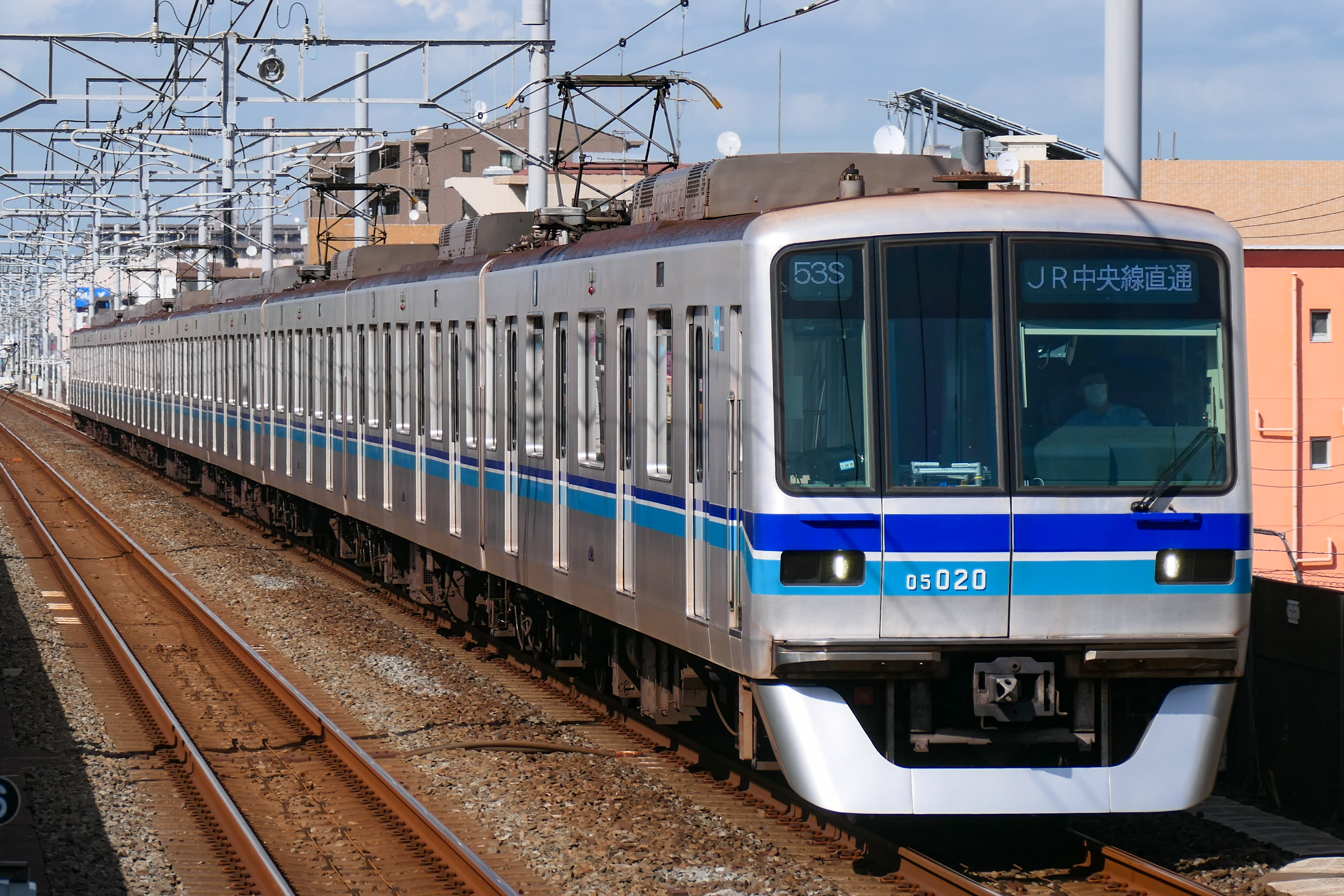
05系B修工事車（6次車） （2022年7月25日 行徳駅）
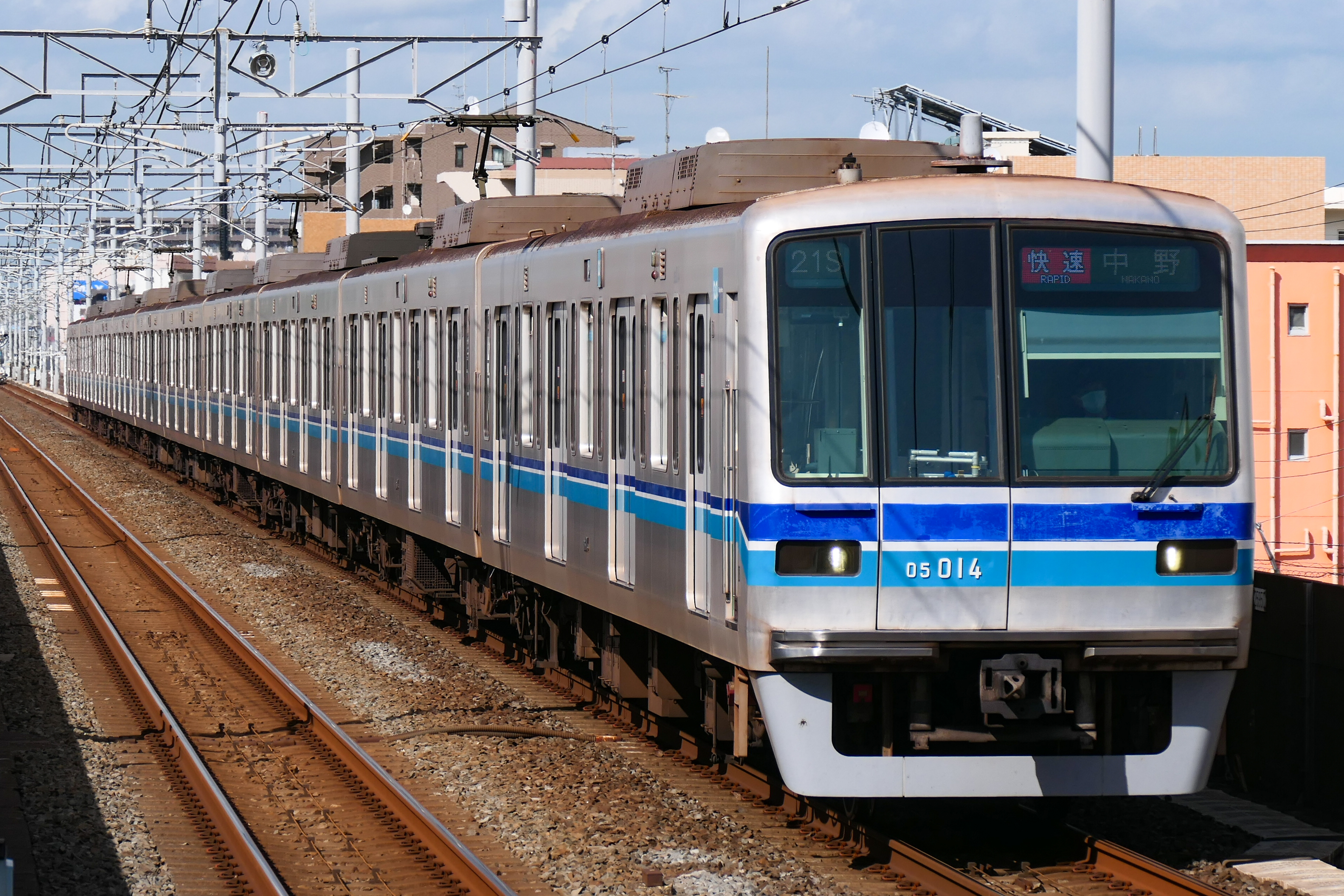
05系B修工事車（4次車） （2022年7月25日 行徳駅）
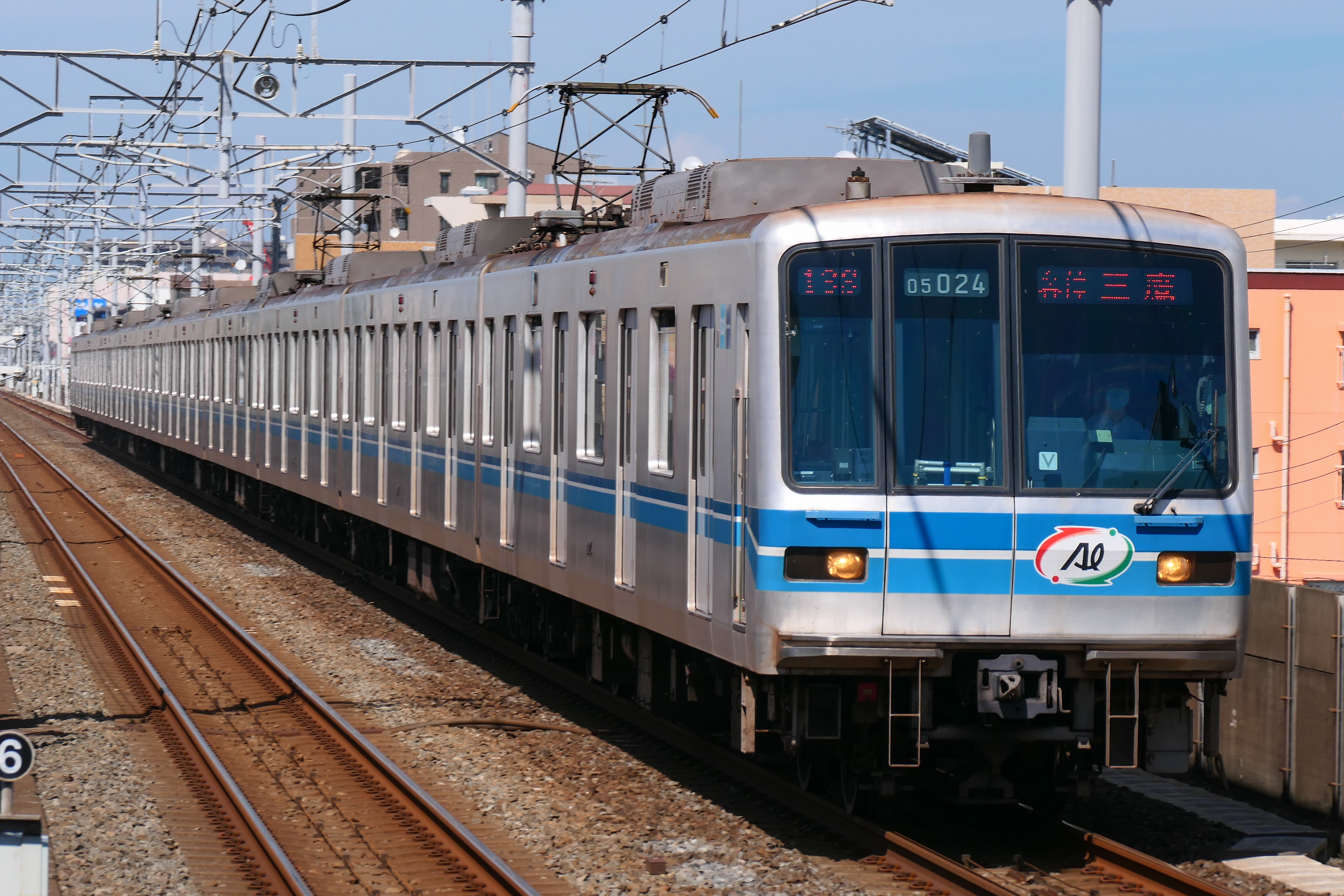
05系 アルミ・リサイクルカー （2022年8月8日 行徳駅）
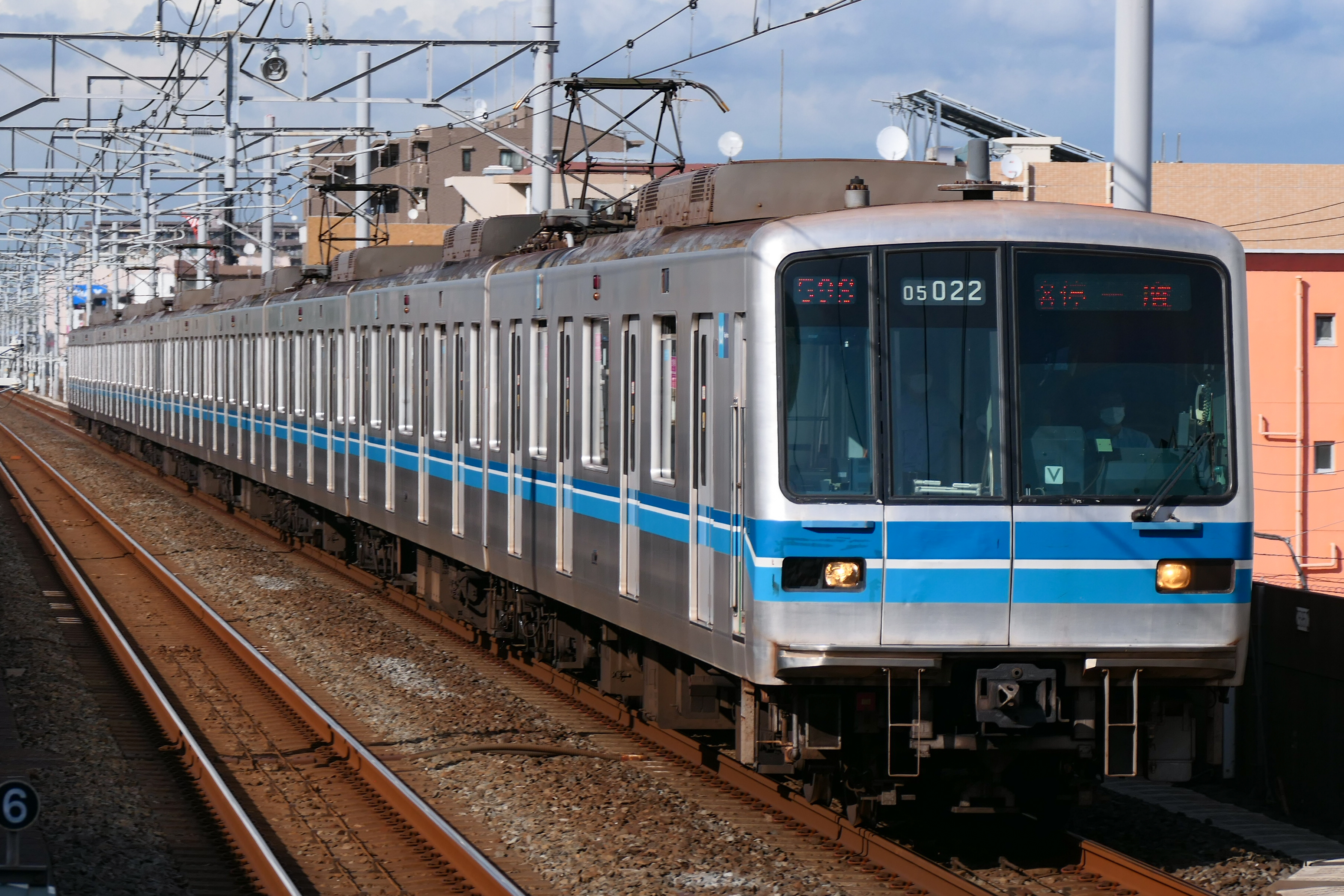
05系（未更新車） （2022年7月25日 行徳駅）

### 過去の自社車両
- 5000系（1964年12月23日 - 2007年3月17日）
- 6000系（1968年 - 1971年2月） - 千代田線に転属。試験運転のみ
- 8000系（1987年11月 - 1988年12月） - 半蔵門線に転属

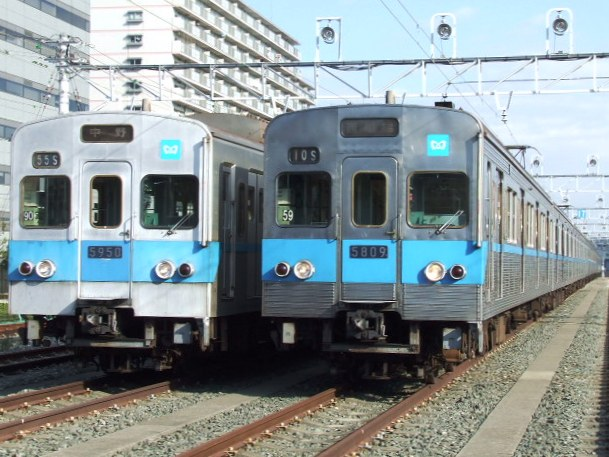
5000系アルミ車（左）と5000系ステンレス車（右） （2006年12月3日 深川検車区）
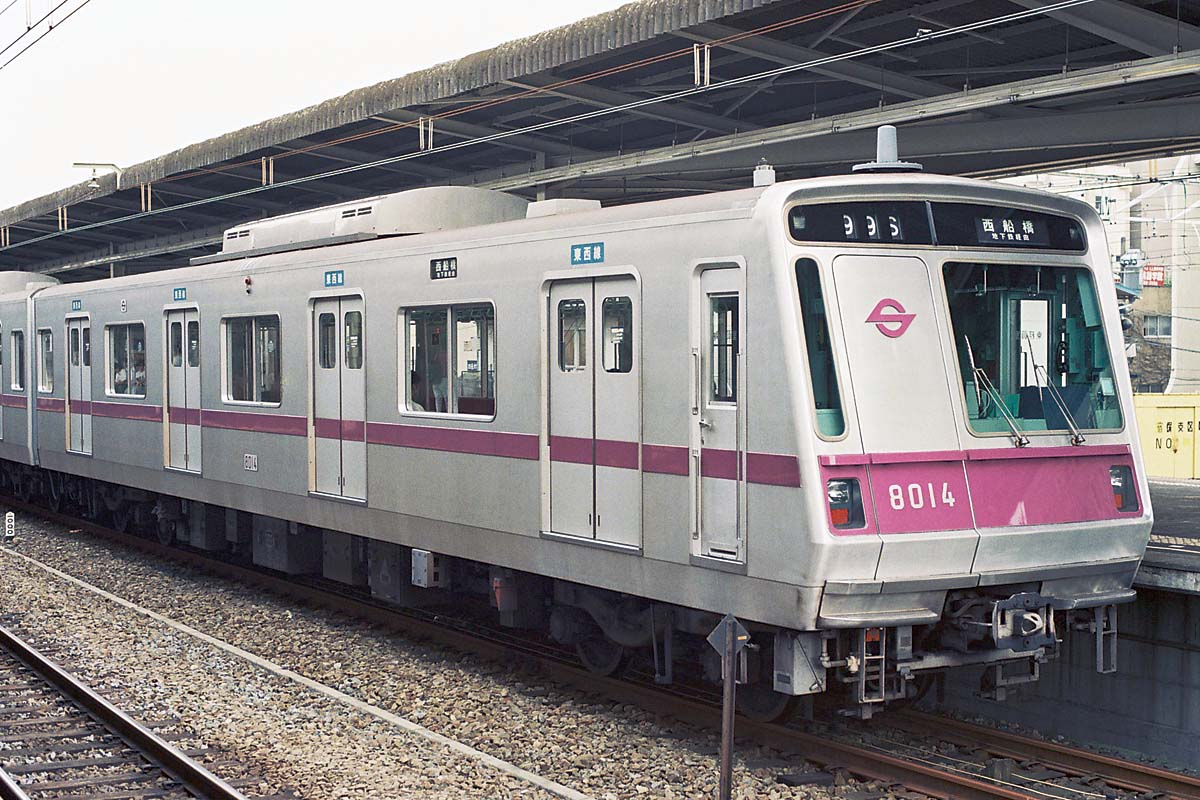
半蔵門線カラーのまま東西線で短期間使用された8000系 （1988年 中野駅）

### 乗り入れ車両

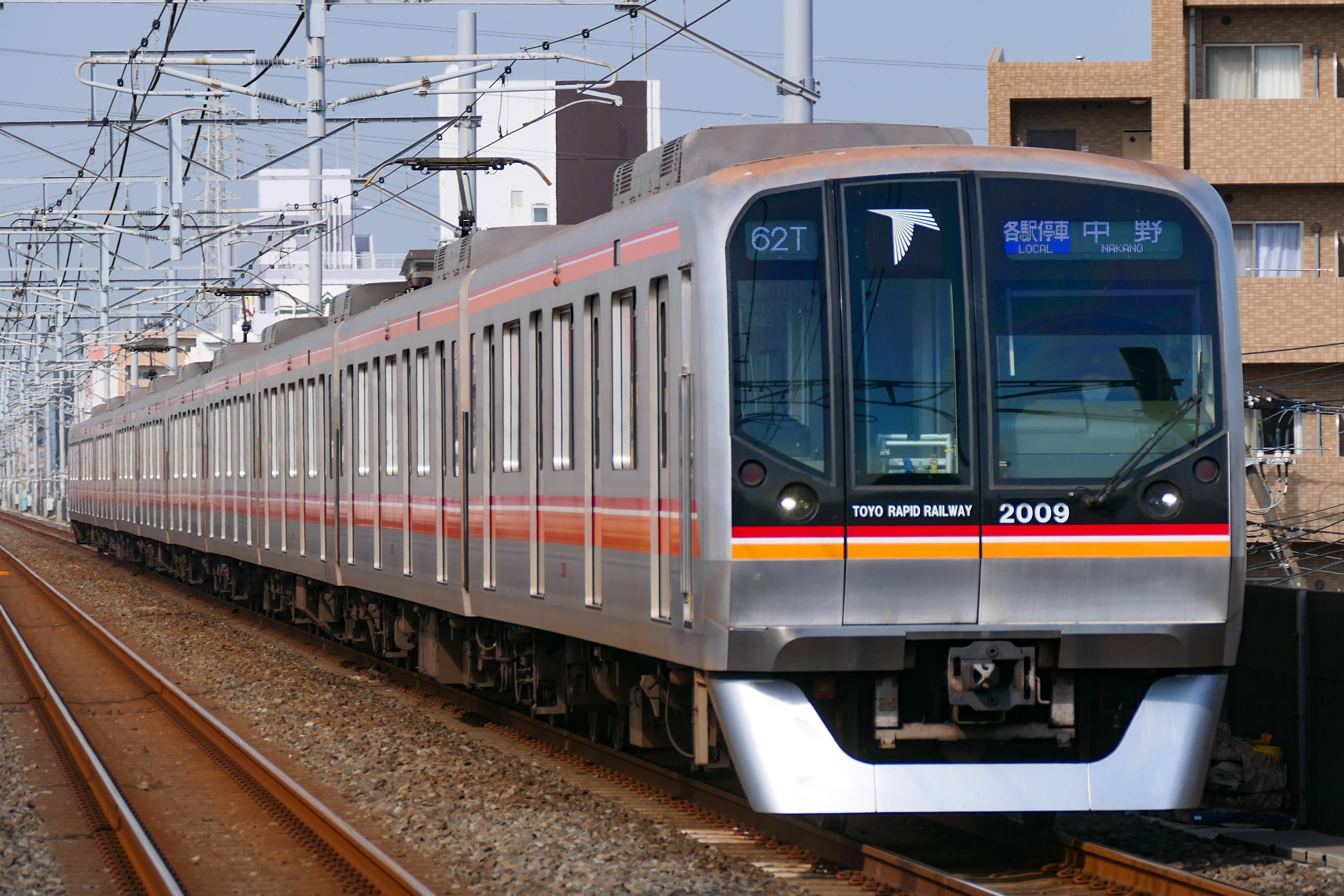
2000系 （2022年4月23日 南行徳駅）

東日本旅客鉄道（JR東日本）
- E231系800番台

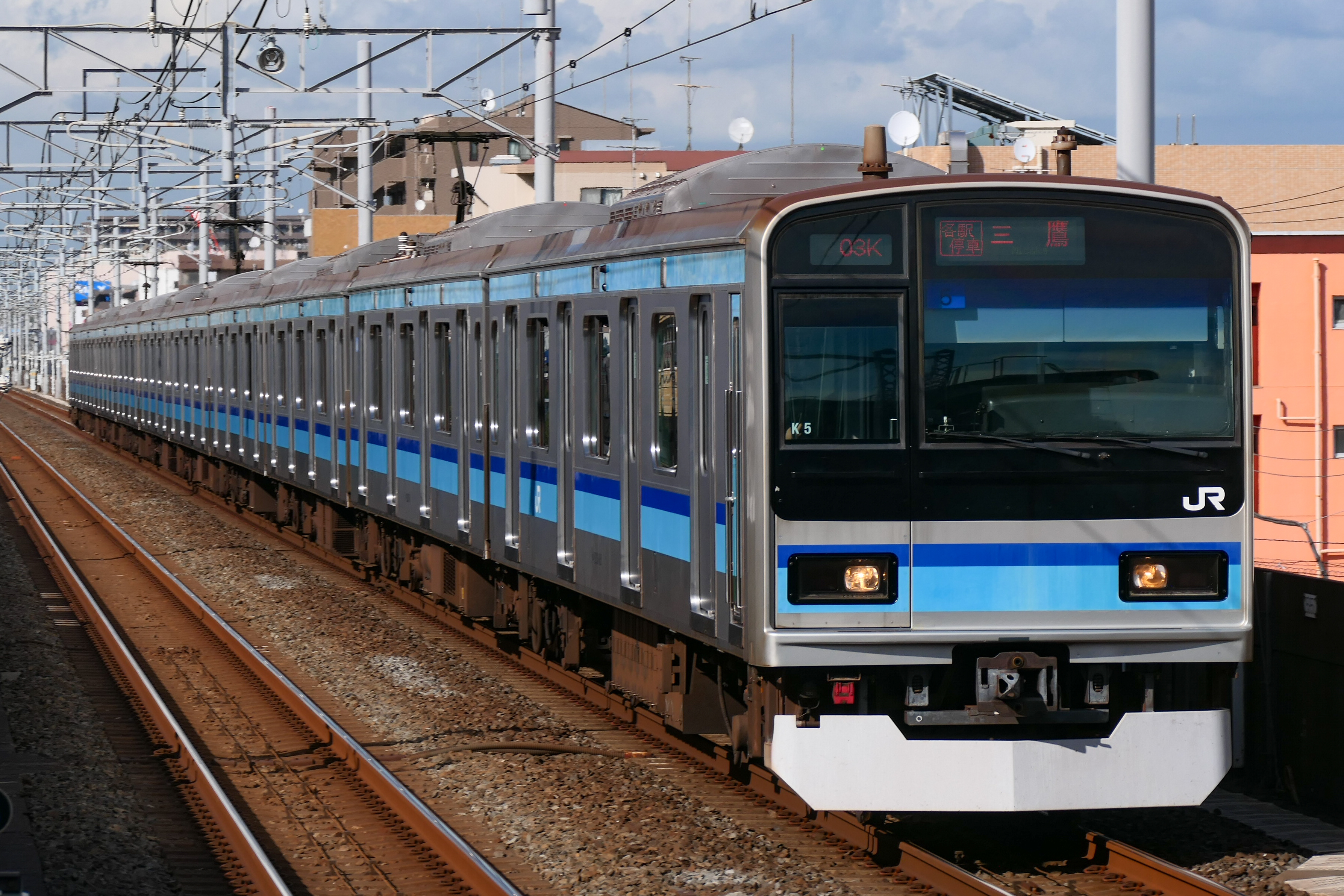
E231系800番台 （2022年7月25日 行徳駅）

東葉高速鉄道
- 2000系

- 2000系
（2022年4月23日 南行徳駅）

### 過去の乗り入れ車両
国鉄・JR東日本
- 301系（1966年10月1日 - 2003年6月10日）
- 103系
  - 1000番台（1989年 - 2003年5月30日）
  - 1200番台（1971年4月20日 - 2003年5月15日）

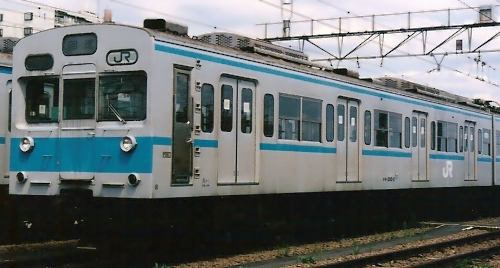
301系
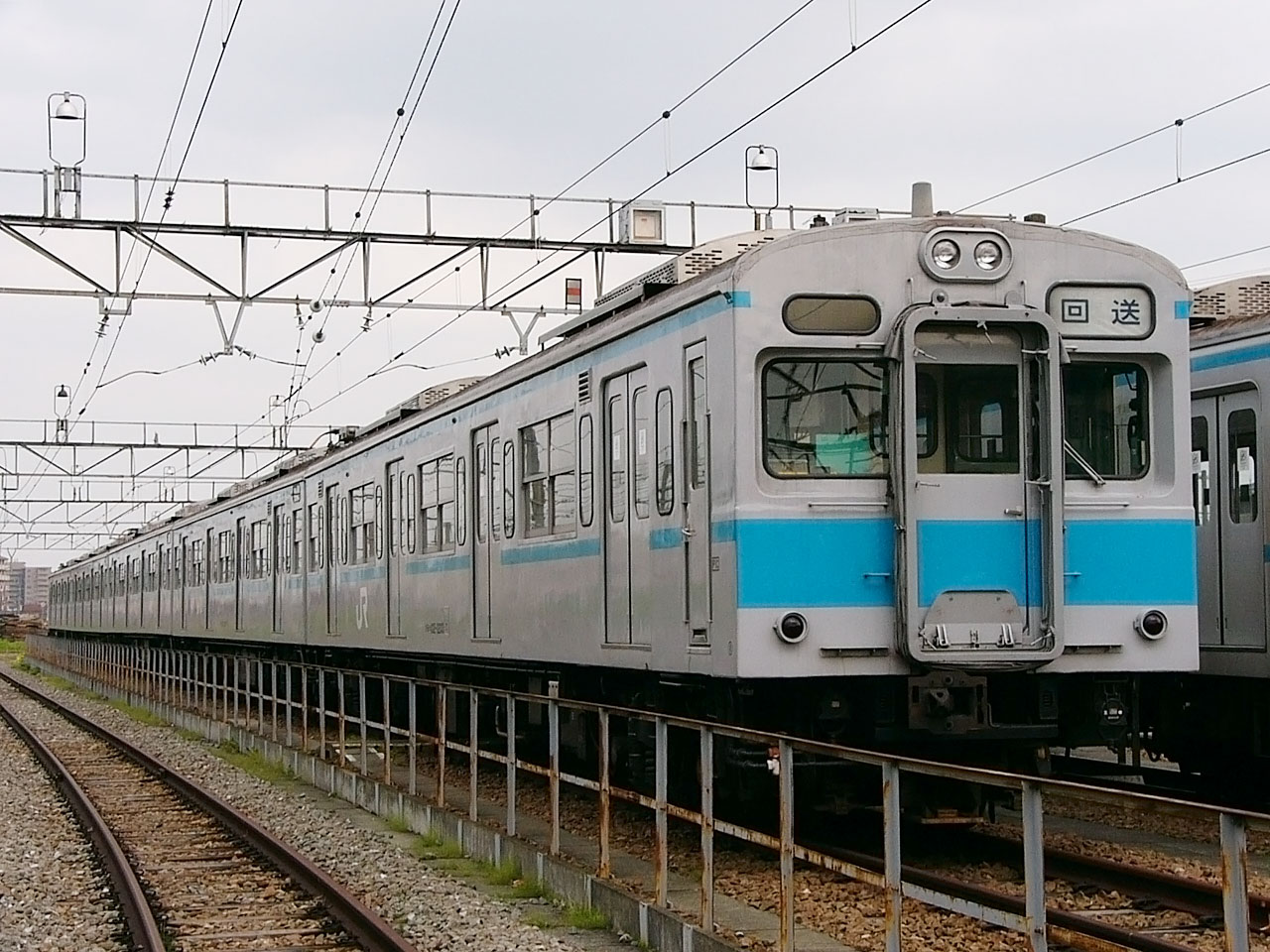
103系1200番台

東葉高速鉄道
- 1000形（1996年4月27日 - 2006年12月4日） - 営団5000系を転籍・改造した車両

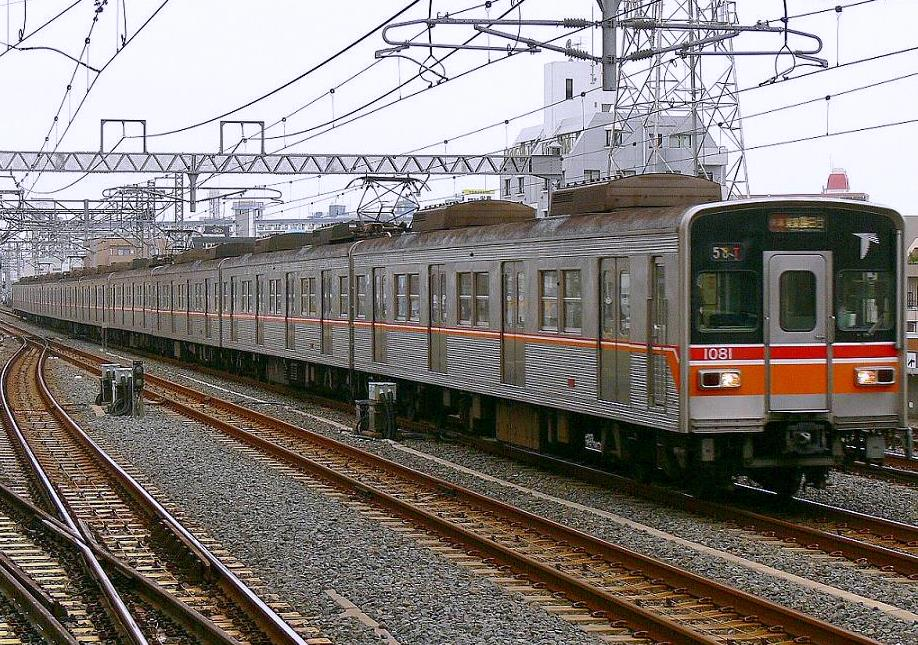
1000形 （2006年9月8日 葛西駅）

### 車両運用について
どの列車がどの会社所属の車両で運用されるかは列車番号で判別できる。現在、列車番号末尾アルファベットの「S」が東京メトロ車両、「T」が東葉高速車両、「K」がJR車両となっている。列車番号は『MY LINE 東京時刻表』（交通新聞社）などにより確認ができる。
快速・通勤快速はRのアルファベットが付与されているが（例えば東京メトロ車両による快速列車の場合SRという表示になる）、JR線へ直通する列車には（津田沼駅・三鷹駅発着問わず）Rのアルファベットは付与されていない。

## 利用状況
2017年度の1日平均輸送人員は1,450,000人であり、日本の地下鉄では最も輸送人員が多い。
近年の輸送実績を下表に記す。表中、最高値を赤色で、最高値を記録した年度以降の最低値を青色で、最高値を記録した年度以前の最低値を緑色で表記している。
| 年度               | 最混雑区間輸送実績         | 最混雑区間輸送実績         | 最混雑区間輸送実績         | 最混雑区間輸送実績         | 最混雑区間輸送実績       | 最混雑区間輸送実績       | 最混雑区間輸送実績       | 最混雑区間輸送実績       | 特記事項                                   |
| 年度               | A線（高田馬場 → 早稲田間） | A線（高田馬場 → 早稲田間） | A線（高田馬場 → 早稲田間） | A線（高田馬場 → 早稲田間） | B線（木場 → 門前仲町間） | B線（木場 → 門前仲町間） | B線（木場 → 門前仲町間） | B線（木場 → 門前仲町間） | 特記事項                                   |
| 年度               | 運転本数：本               | 輸送力：人                 | 輸送量：人                 | 混雑率：%                  | 運転本数：本             | 輸送力：人               | 輸送量：人               | 混雑率：%                | 特記事項                                   |
| ------------------ | -------------------------- | -------------------------- | -------------------------- | -------------------------- | ------------------------ | ------------------------ | ------------------------ | ------------------------ | ------------------------------------------ |
| 1965年（昭和40年） | 12                         | 4,992                      | 6,219                      | 125                        |                          |                          |                          |                          |                                            |
| 1970年（昭和45年） | 23                         | 23,232                     | 47,050                     | 208                        |                          |                          |                          |                          |                                            |
| 1975年（昭和50年） | 24                         | 24,224                     | 49,178                     | 203                        | 12                       | 13,600                   | 29,722                   | 219                      | B線の最混雑区間は西船橋→東陽町間           |
| 1980年（昭和55年） | 24                         | 27,264                     | 46,018                     | 169                        | 24                       | 33,312                   | 76,588                   | 230                      | B線の最混雑区間を南砂町→東陽町間に変更     |
| 1985年（昭和60年） | 24                         | 27,264                     | 44,931                     | 165                        | 27                       | 37,584                   | 83,042                   | 221                      |                                            |
| 1987年（昭和62年） | 24                         | 27,696                     | 42,909                     | 155                        | 27                       | 38,016                   | 88,618                   | 233                      | B線の最混雑区間を門前仲町→茅場町間に変更   |
| 1988年（昭和63年） | 24                         | 30,288                     | 42,703                     | 141                        | 27                       | 38,448                   | 88,406                   | 230                      | 1989年3月19日、都営地下鉄新宿線全線開業    |
| 1989年（平成元年） | 24                         | 30,720                     | 42,318                     | 138                        | 27                       | 38,448                   | 76,509                   | 199                      | 1990年3月10日、京葉線全線開業              |
| 1990年（平成02年） | 24                         | 32,880                     | 43,909                     | 134                        | 27                       | 38,448                   | 75,256                   | 196                      |                                            |
| 1991年（平成03年） | 24                         | 32,780                     | 46,548                     | 142                        | 27                       | 38,448                   | 76,274                   | 198                      |                                            |
| 1992年（平成04年） | 24                         | 34,176                     | 52,959                     | 155                        | 27                       | 38,448                   | 78,456                   | 204                      |                                            |
| 1993年（平成05年） | 24                         | 34,176                     | 52,874                     | 155                        | 27                       | 38,448                   | 78,402                   | 204                      |                                            |
| 1994年（平成06年） | 24                         | 34,176                     | 51,992                     | 152                        | 27                       | 38,448                   | 76,973                   | 200                      |                                            |
| 1995年（平成07年） | 24                         | 34,176                     | 50,808                     | 149                        | 27                       | 38,448                   | 75,552                   | 197                      |                                            |
| 1996年（平成08年） | 24                         | 34,176                     | 49,797                     | 146                        | 27                       | 38,448                   | 77,008                   | 200                      | 1996年4月27日、東葉高速線全線開業          |
| 1997年（平成09年） | 24                         | 34,176                     | 49,425                     | 145                        | 27                       | 38,448                   | 77,458                   | 201                      |                                            |
| 1998年（平成10年） | 24                         | 34,176                     | 49,164                     | 144                        | 27                       | 38,448                   | 77,407                   | 201                      |                                            |
| 1999年（平成11年） | 24                         | 34,176                     | 48,346                     | 141                        | 27                       | 38,448                   | 76,755                   | 200                      |                                            |
| 2000年（平成12年） | 24                         | 34,176                     | 47,462                     | 139                        | 27                       | 38,448                   | 75,656                   | 197                      | 2000年12月12日、都営地下鉄大江戸線全線開業 |
| 2001年（平成13年） | 24                         | 34,176                     |                            |                            | 27                       | 38,448                   | 76,056                   | 198                      | B線の最混雑区間を木場→門前仲町間に変更     |
| 2002年（平成14年） | 24                         | 34,176                     | 45,708                     | 134                        | 27                       | 38,448                   | 75,928                   | 197                      |                                            |
| 2003年（平成15年） | 24                         | 34,176                     | 45,248                     | 132                        | 27                       | 38,448                   | 76,185                   | 198                      |                                            |
| 2004年（平成16年） | 24                         | 34,176                     |                            |                            | 27                       | 38,448                   | 75,645                   | 197                      |                                            |
| 2005年（平成17年） | 24                         | 34,176                     |                            |                            | 27                       | 38,448                   | 76,054                   | 198                      |                                            |
| 2006年（平成18年） | 24                         | 34,176                     |                            |                            | 27                       | 38,448                   | 76,338                   | 199                      |                                            |
| 2007年（平成19年） | 24                         | 34,176                     | 45,746                     | 134                        | 27                       | 38,448                   | 76,606                   | 199                      |                                            |
| 2008年（平成20年） | 24                         | 34,176                     | 45,758                     | 134                        | 27                       | 38,448                   | 76,622                   | 199                      |                                            |
| 2009年（平成21年） | 24                         | 34,176                     | 45,795                     | 134                        | 27                       | 38,448                   | 75,790                   | 197                      |                                            |
| 2010年（平成22年） | 24                         | 34,176                     | 47,808                     | 140                        | 27                       | 38,448                   | 75,428                   | 196                      |                                            |
| 2011年（平成23年） | 24                         | 34,176                     | 43,489                     | 127                        | 27                       | 38,448                   | 76,553                   | 199                      |                                            |
| 2012年（平成24年） | 24                         | 34,176                     | 42,916                     | 126                        | 27                       | 38,448                   | 75,901                   | 197                      |                                            |
| 2013年（平成25年） | 24                         | 34,176                     | 41,167                     | 120                        | 27                       | 38,448                   | 76,354                   | 199                      |                                            |
| 2014年（平成26年） | 24                         | 34,176                     | 42,435                     | 124                        | 27                       | 38,448                   | 77,037                   | 200                      |                                            |
| 2015年（平成27年） | 24                         | 34,176                     | 42,934                     | 126                        | 27                       | 38,448                   | 76,665                   | 199                      |                                            |
| 2016年（平成28年） | 24                         | 34,176                     | 42,936                     | 126                        | 27                       | 38,448                   | 76,474                   | 199                      |                                            |
| 2017年（平成29年） | 24                         | 34,176                     | 43,579                     | 128                        | 27                       | 38,448                   | 76,616                   | 199                      |                                            |
| 2018年（平成30年） | 24                         | 34,176                     | 44,564                     | 130                        | 27                       | 38,448                   | 76,674                   | 199                      |                                            |
| 2019年（令和元年） | 24                         | 34,176                     | 44,302                     | 130                        | 27                       | 38,448                   | 76,388                   | 199                      |                                            |
| 2020年（令和02年） | 24                         | 34,176                     | 23,366                     | 68                         | 27                       | 38,448                   | 47,189                   | 123                      |                                            |
| 2021年（令和03年） | 24                         | 35,856                     | 23,795                     | 66                         | 27                       | 40,338                   | 51,811                   | 128                      |                                            |
| 2022年（令和04年） | 23                         | 34,500                     | 33,810                     | 98                         | 27                       | 40,500                   | 55,890                   | 138                      |                                            |
| 2023年（令和05年） | 23                         | 34,500                     | 36,570                     | 106                        | 27                       | 40,500                   | 59,940                   | 148                      |                                            |

### 混雑率
部分開業状態であった1966年（昭和41年）10月12日付の朝日新聞が「相変らずガラ空き都心乗入れの地下鉄東西線」という見出しを掲載する時代もあったが、1970年代に路線が延伸すると混雑率の上昇は顕著となった。
特に総武緩行線津田沼までの直通運転開始後は、東西線西船橋口の利用客の増加は極めて大きかった。このため、1969年（昭和44年）8月25日から、混雑率の低い各駅停車2本を間引き、西船橋駅最混雑時間帯の列車を7両編成から8両または9両編成化を行って、輸送力増強を図った。さらに東西線開業後は地上区間の各駅停車の利用客が急増したことから、1975年（昭和50年）3月より朝ラッシュ時の各駅停車を10分間隔から5分間隔運転にした。

### 輸送力増強計画
1977年（昭和52年）11月からは東西線向けとして8年ぶりに車両増備を行い、一部列車の10両編成運転を開始した。特に東陽町以東の地上区間（葛西、浦安、行徳地区）において、沿線開発による利用客の増加が著しいことから、西船橋→東陽町方面に向かう朝ラッシュ時最混雑時間帯（7:30 - 8:35）20本の列車を10両編成化することで、輸送力を約30%増強した。この1977年（昭和52年）時点の第1次輸送力増強計画には車両51両を新造し、約42億円を要した。
1979年（昭和54年）には第2次輸送力増強計画を実施し、同年10月1日からは車両23両を増備して、西船橋から中野方面への朝ラッシュ時の1時間あたりの運転本数を21本（約2分50秒間隔）から24本（2分30秒間隔）に増発した。
1981年（昭和56年）には第3次輸送力増強計画を実施し、同年10月1日からは車両59両を増備（12両は新造、47両は千代田線から転属）して、西船橋から中野方面への朝ラッシュ時の1時間あたりの運転本数を24本（2分30秒間隔）から27本（2分15秒間隔）に増発した。
第2次輸送力増強の費用は、車両23両の新造費用等で18億3,088万円であったが、第3次輸送力増強では車両基地の増線（行徳検車区が発足）や変電所設備の増強などを含み、総額は119億9,628万円の費用を要した。
このほか、営団地下鉄は1978年（昭和53年）に「東西線輸送力増強対策研究会」を設置し、将来の輸送需要を予測して車両増備、車両基地・信号設備の増強のほか、日本橋駅、茅場町駅、西船橋駅の改良工事が必要とされた。
銀座線と交差する日本橋駅は、東西線からの乗り換え客が増加したことから、銀座線のホームを島式1面からA線（渋谷方面）専用ホームを増設し、従来ホームをB線（浅草方面）専用ホームとした。さらに連絡通路の拡幅と増設を行った。1981年（昭和56年）4月に着工し、1985年（昭和60年）7月に完成、工事費用は43億8,000万円であった。
日比谷線と交差する茅場町駅は、東西線からの乗り換え客が増加したことから、日比谷線とのコンコースを拡大、日比谷線のホームは26m にわたってホーム幅を5.5 mから7.8 mに拡大した。さらに連絡階段とエスカレーターを増設した。1981年（昭和56年）2月に着工し、1984年（昭和59年）3月に完成、工事費用は15億9,700万円である。
西船橋駅は東西線開業時点で武蔵野線の建設計画があり、駅上部に武蔵野線の高架線を支える柱が設置できるよう準備されていた。しかし、武蔵野線および京葉線は当初の貨物線から旅客線となったため、京葉線の開業時には東西線への乗り換え客の増加が予想された。このため、東西線西船橋駅の中野方面行きホームを、約4 m拡幅し、駅施設および階段の拡幅を行った。1981年（昭和56年）11月に着工し、1985年（昭和60年）3月に完成、工事費用は13億9,800万円である。
1990年（平成2年）6月20日には東西線の自社車両はすべて10両編成化された。

### 混雑緩和に向けた取り組み

#### 背景
2010年代においてもなお、東西線の朝ラッシュ時混雑率は、JR・私鉄も含めた首都圏の鉄道路線でもワーストクラスである。
2021年度の朝ラッシュ時の最混雑区間はB線、木場→門前仲町間であり、ピーク時（7:50 - 8:50）の混雑率は128%である。また、2019年度における同区間のピーク時混雑率は199%である。
2017年より東京地下鉄公式サイトで公開された「朝ラッシュ時間帯の混雑状況について」では、木場駅を7:50 - 8:10頃に発車する列車が最も混雑する。車両中央部にあたる4号車と5号車は、他の車両と比較すると空いている。
1981年度から朝ラッシュ時のB線は毎時27本の高頻度運転がなされているが、これ以上の輸送力増強は困難である。1989年に都営地下鉄新宿線が、1990年に京葉線が当路線と並行する形で開業したことにより、1989年度に混雑率が200%程度まで緩和された。しかし、その後は輸送人員と混雑率が20年以上にわたって横ばい傾向となり、1999年度以降は東京の地下鉄で最も混雑する路線となった。
快速通過駅である葛西駅と西葛西駅は他路線と接続しない単独駅でありながら1日平均乗降人員が10万人を越えており、朝ラッシュ時に限り運転される通勤快速は、これらの駅にも停車することで混雑の平準化を図っている。
2007年度の1日平均通過人員は、門前仲町 - 木場間が655,312人で最も多く、茅場町 - 門前仲町間が655,307人でこれに匹敵する。東京メトロ全線で1日平均通過人員が60万人を超える区間を有する路線は、当路線のみである。これらの区間をピークに、両端の区間に進むに連れて通過人員が減少する。西船橋方面は緩やかに減少し、千葉県との県境を跨ぐ葛西 - 浦安間が401,499人、原木中山 - 西船橋間が272,588人である。一方、中野方面は日本橋 - 茅場町間が624,603人であるが大手町 - 日本橋間が518,132人、竹橋 - 大手町間が395,616人であり、竹橋 - 茅場町間で20万人以上通過人員が減少する。その後は緩やかに減少し、高田馬場 - 早稲田間が300,010人であるが落合 - 高田馬場間が148,320人と半分程度まで減少し、中野 - 落合間が132,742人で最も少ない。

#### ダイヤ変更による混雑の均等化
こうした状況を受けて、2007年3月18日のダイヤ改正より朝ラッシュのピーク時間帯（西船橋発6:56 - 8:15）の「快速」が全列車「通勤快速」に変更された。これにより該当時間の全列車が浦安以西各駅停車となり、この時間帯の浦安→東陽町間の所要時間は、快速が8分、通勤快速と快速待避のない各停が11分、快速待避のある各停が13分であったが、全列車11分に統一された。この結果、各停への乗客の集中が緩和され、混雑の平準化が図られた。なお、対象の時間帯は元々ほとんどが通勤快速で、快速は東葉快速1本のみであった。

#### 混雑緩和キャンペーン
東西線では、混雑緩和・時差通勤を促進するため、以下のようなキャンペーンが実施されてきた。実施期間が冬期に限られていたのは、乗客が厚着することにより、ドア挟みの発生や乗降に時間が掛かりやすく、夏期に比べ遅延することが多いからである（いわゆる「着ぶくれ」）。
2007年12月10日から2008年2月29日までの平日には「東西線 早起き通勤キャンペーン」が実施された。対象区間は東陽町 - 浦安間で、期間中の朝の指定時間帯内に同区間を含むPASMOまたはSuica通勤定期券（通学定期券は対象外）で対象区間内の駅に置かれた専用端末にタッチすると、1日1回の「早起き通勤回数」がカウントされ、20回以上の利用者に先着で三菱UFJニコスギフトカード1000円分、40回以上で2000円分が贈られるというものである。
このキャンペーンは続編として通勤定期券だけでなく通学定期券も対象とした「東西線早起きキャンペーン」として2008年12月1日から2009年2月27日までの平日にも実施された。この年から対象が原木中山 - 門前仲町間のいずれかの駅からの乗車で南砂町 - 茅場町間のいずれかを含むPASMOまたはSuica定期券となり、時間帯によってカウントされる早起き通勤回数が変わる（前半30分は3カウント、後半30分は1カウント）ように、賞品が贈られるカウント数が50以上に変更され、賞品も通勤者向きにTokyo Metro To Me CARDのメトロポイント、通学者向きにオリジナルグッズが追加された。
2009年12月1日から2010年2月26日までの平日にも同様のキャンペーンが実施された。このキャンペーンでは、通勤者向けの賞品がTokyo Metro To Me CARDのメトロポイントと三菱UFJニコスギフトカード、通学者向けの賞品が文具セットとなった。また、50カウント未満でも20カウント以上を記録した利用者すべてに粗品がプレゼントされるようになった。
2010年12月1日から2011年2月28日までの平日にも同様のキャンペーンが実施されるが、実施区間が西船橋 - 門前仲町間に拡大され、JR総武線やJR武蔵野線から東西線へ乗り換える乗客も参加しやすくなった。
「東西線早起きキャンペーン」は以後も実施されており、2013年度から実施区間に東葉高速線が追加され、定期券以外の交通系ICカードでも参加可能になり、2015年には初めて4月から7月までの期間にも実施された。2017年9月25日からは土休日・年末年始をのぞく通年実施となった。
2019年4月1日からは、「東西線早起きキャンペーン」に代わる混雑緩和を目的としたキャンペーンとして、メトロポイントクラブ（メトポ）を活用した「東西線オフピークプロジェクト」を開始した。平日の朝ラッシュ時間帯を除く午前中に駅を出場または乗り換えると、入場時間に応じてポイント（メトポ）が進呈される（小児は、通常の半分のポイント進呈）。ただし、対象乗車駅は、東葉勝田台駅 - 門前仲町駅に限られる。事前にメトポに入会し参加登録したPASMOを必要とする。

#### ワイドドア車両の投入
営団時代の1991年10月16日から05系ワイドドア車を導入したが、5編成の投入に留まった。
東京メトロは2009年度の事業計画の中で、東西線の混雑緩和策としてオールワイドドア車10両編成の15000系を導入し、ラッシュ時間帯の列車に割り当てる方針を明らかにした。15000系は2010年から投入が開始され、同年5月7日から営業運転を開始した。そして、2011年度までに13編成130両が投入された。

#### さらなる混雑緩和策
東京メトロは2011年度事業計画の中で、上述のワイドドア車両再投入を含め、本格的に混雑緩和を行うため、ホームの拡幅や延伸、新たな線路やホームを増設することを明らかにした。具体的な計画は以下のものがあげられている。
- 2012年度に門前仲町駅のホーム拡幅、2016年度に茅場町駅のホーム延伸およびエスカレーターや階段の増設を行う。
- 列車増発を可能にし、混雑率を緩和するため、南砂町駅のホーム・線路を増設し、2面3線の構造に改良する。これにより、後続列車が駅手前で待たずに交互発着できるようになる。

その後、2013年12月2日のダイヤ改正で終電の運転区間を延長し、最終の東陽町行が妙典行に変更となった。
2015年度事業計画の中で、前記の計画に加え2019年度を目途に九段下駅の折り返し線を改良し、B線の九段下止まりの列車をA線へ折り返す際にB線と平面交差せずに折り返しできるよう工事を行うことを明らかにした。
また、東京メトロが2016年3月28日に発表した、2016年度から2018年度までの3年間の中期経営計画『東京メトロプラン2018〜「安心の提供」と「成長への挑戦」〜』の中では、増発およびB修繕による予備車確保を目的に、2016年度にワイドドア車両が3編成増備されることが発表された。その増備車両として、15000系増備車が2017年上半期に導入されている。
2019年度から2021年度までの3年間の中期経営計画『東京メトロプラン2021』では、茅場町駅のホーム延伸、木場駅のホーム拡幅など大規模改良に総額約1,200億円を使った輸送改善プロジェクトやオフピーク通勤通学の推進に取り組む事が記されている。
なお、新型コロナウイルス感染症の流行によるリモートワークや時差通勤の普及により、輸送人員が減少したため、当初予定していた木場駅の駅改良工事の無期限延期や南砂町駅での一部計画の見直しなどを行っている。
その他、有楽町線（東京8号線）豊洲駅 - 住吉駅間の延伸計画を進めており、東西線とは東陽町駅で接続する予定である。整備効果として東西線沿線から都心部への人流が分散されることにより、東西線の木場→門前仲町駅間での混雑率がピーク時1時間あたり約20%低減されると試算しており、東西線の混雑緩和に寄与するとしている。2030年代半ばの開業を目指している。

## 駅一覧
- 駅番号はA線方向（中野から西船橋の方向）に増加。
- ●: 停車、｜↑: 通過、↑: 片方向のみ運転
- 普通（各駅停車）はすべての駅に停車するため省略する。

| 駅番号       | 駅名                      | 駅間キロ     | 累計キロ     | 通勤快速                                                                          | 快速                                                                              | 接続路線・備考 | 地上／地下                                                                        | 所在地                                                                            | 所在地                                                                            |
| ------------ | ------------------------- | ------------ | ------------ | --------------------------------------------------------------------------------- | --------------------------------------------------------------------------------- | --- | --------------------------------------------------------------------------------- | --------------------------------------------------------------------------------- | --------------------------------------------------------------------------------- |
| 直通運転区間 | 直通運転区間              | 直通運転区間 | 直通運転区間 | 中央線（各駅停車） 三鷹駅まで                                                     | 中央線（各駅停車） 三鷹駅まで                                                     | 中央線（各駅停車） 三鷹駅まで | 中央線（各駅停車） 三鷹駅まで                                                     | 中央線（各駅停車） 三鷹駅まで                                                     | 中央線（各駅停車） 三鷹駅まで                                                     |
| T-01         | 中野駅                    | -            | 0.0          | ●                                                                                 | ●                                                                                 | 東日本旅客鉄道： 中央線（各駅停車）(JB 07)（直通運転：上記参照）・ 中央線（快速） (JC 06) | 地上                                                                              | 東京都                                                                            | 中野区                                                                            |
| T-02         | 落合駅                    | 2.0          | 2.0          | ●                                                                                 | ●                                                                                 | | 地下区間                                                                          | 東京都                                                                            | 新宿区                                                                            |
| T-03         | 高田馬場駅                | 1.9          | 3.9          | ●                                                                                 | ●                                                                                 | 東日本旅客鉄道： 山手線 (JY 15) 西武鉄道： 新宿線 (SS02) | 地下区間                                                                          | 東京都                                                                            | 新宿区                                                                            |
| T-04         | 早稲田駅                  | 1.7          | 5.6          | ●                                                                                 | ●                                                                                 | | 地下区間                                                                          | 東京都                                                                            | 新宿区                                                                            |
| T-05         | 神楽坂駅                  | 1.2          | 6.8          | ●                                                                                 | ●                                                                                 | | 地下区間                                                                          | 東京都                                                                            | 新宿区                                                                            |
| T-06         | 飯田橋駅                  | 1.2          | 8.0          | ●                                                                                 | ●                                                                                 | 東京地下鉄： 有楽町線 (Y-13)・ 南北線 (N-10) 都営地下鉄： 大江戸線 (E-06) 東日本旅客鉄道： 中央・総武線（各駅停車）(JB 16) | 地下区間                                                                          | 東京都                                                                            | 千代田区                                                                          |
| T-07         | 九段下駅                  | 0.7          | 8.7          | ●                                                                                 | ●                                                                                 | 東京地下鉄： 半蔵門線 (Z-06) 都営地下鉄： 新宿線 (S-05) | 地下区間                                                                          | 東京都                                                                            | 千代田区                                                                          |
| T-08         | 竹橋駅 （毎日新聞社前）   | 1.0          | 9.7          | ●                                                                                 | ●                                                                                 | | 地下区間                                                                          | 東京都                                                                            | 千代田区                                                                          |
| T-09         | 大手町駅                  | 1.0          | 10.7         | ●                                                                                 | ●                                                                                 | 東京地下鉄： 丸ノ内線 (M-18)・ 千代田線 (C-11)・ 半蔵門線 (Z-08) 都営地下鉄： 三田線 (I-09) 東海旅客鉄道： 東海道新幹線 (東京駅) 東日本旅客鉄道： 東北新幹線・北海道新幹線・山形新幹線・秋田新幹線・上越新幹線・北陸新幹線 (東京駅)・ 中央線 (東京駅：JC 01)・ 東海道線 (東京駅：JT 01)・ 上野東京ライン (東京駅：JU 01)・ 京浜東北線 (東京駅：JK 26)・ 山手線 (東京駅：JY 01)・ 横須賀・総武快速線 (東京駅：JO 19)・ 京葉線 (東京駅：JE 01) | 地下区間                                                                          | 東京都                                                                            | 千代田区                                                                          |
| T-10         | 日本橋駅 （髙島屋前）     | 0.8          | 11.5         | ●                                                                                 | ●                                                                                 | 東京地下鉄： 銀座線 (G-11) 都営地下鉄： 浅草線 (A-13) | 地下区間                                                                          | 東京都                                                                            | 中央区                                                                            |
| T-11         | 茅場町駅                  | 0.5          | 12.0         | ●                                                                                 | ●                                                                                 | 東京地下鉄： 日比谷線 (H-13) | 地下区間                                                                          | 東京都                                                                            | 中央区                                                                            |
| T-12         | 門前仲町駅                | 1.8          | 13.8         | ●                                                                                 | ●                                                                                 | 都営地下鉄： 大江戸線 (E-15) | 地下区間                                                                          | 東京都                                                                            | 江東区                                                                            |
| T-13         | 木場駅                    | 1.1          | 14.9         | ●                                                                                 | ●                                                                                 | | 地下区間                                                                          | 東京都                                                                            | 江東区                                                                            |
| T-14         | 東陽町駅                  | 0.9          | 15.8         | ●                                                                                 | ●                                                                                 | | 地下区間                                                                          | 東京都                                                                            | 江東区                                                                            |
| T-15         | 南砂町駅                  | 1.2          | 17.0         | ●                                                                                 | ｜                                                                                | | 地下区間                                                                          | 東京都                                                                            | 江東区                                                                            |
| T-16         | 西葛西駅                  | 2.7          | 19.7         | ●                                                                                 | ｜                                                                                | | 地上区間                                                                          | 東京都                                                                            | 江戸川区                                                                          |
| T-17         | 葛西駅 （地下鉄博物館前） | 1.2          | 20.9         | ●                                                                                 | ｜                                                                                | | 地上区間                                                                          | 東京都                                                                            | 江戸川区                                                                          |
| T-18         | 浦安駅                    | 1.9          | 22.8         | ●                                                                                 | ●                                                                                 | | 地上区間                                                                          | 千葉県                                                                            | 浦安市                                                                            |
| T-19         | 南行徳駅                  | 1.2          | 24.0         | ↑                                                                                 | ｜                                                                                | | 地上区間                                                                          | 千葉県                                                                            | 市川市                                                                            |
| T-20         | 行徳駅                    | 1.5          | 25.5         | ↑                                                                                 | ｜                                                                                | | 地上区間                                                                          | 千葉県                                                                            | 市川市                                                                            |
| T-21         | 妙典駅                    | 1.3          | 26.8         | ↑                                                                                 | ｜                                                                                | | 地上区間                                                                          | 千葉県                                                                            | 市川市                                                                            |
| T-22         | 原木中山駅                | 2.1          | 28.9         | ↑                                                                                 | ｜                                                                                | | 地上区間                                                                          | 千葉県                                                                            | 船橋市                                                                            |
| T-23         | 西船橋駅                  | 1.9          | 30.8         | ●                                                                                 | ●                                                                                 | 東葉高速鉄道： 東葉高速線 (TR01)（直通運転：下記参照） 東日本旅客鉄道： 総武線（各駅停車）(JB 30)（直通運転：下記参照）・ 武蔵野線 (JM10)・■京葉線 | 地上区間                                                                          | 千葉県                                                                            | 船橋市                                                                            |
| 直通運転区間 | 直通運転区間              | 直通運転区間 | 直通運転区間 | - 東葉高速線 東葉勝田台駅まで - 総武線（各駅停車） 津田沼駅まで（平日の朝夕のみ） | - 東葉高速線 東葉勝田台駅まで - 総武線（各駅停車） 津田沼駅まで（平日の朝夕のみ） | - 東葉高速線 東葉勝田台駅まで - 総武線（各駅停車） 津田沼駅まで（平日の朝夕のみ） | - 東葉高速線 東葉勝田台駅まで - 総武線（各駅停車） 津田沼駅まで（平日の朝夕のみ） | - 東葉高速線 東葉勝田台駅まで - 総武線（各駅停車） 津田沼駅まで（平日の朝夕のみ） | - 東葉高速線 東葉勝田台駅まで - 総武線（各駅停車） 津田沼駅まで（平日の朝夕のみ） |

1. 1 2  大手町駅のJR東京駅乗り換え表示は東西線とJR各線との乗り継ぎに限る。なお、JRの車両の停車駅案内には大手町駅とJR東京駅との乗り換えは記載されていない。

- 起終点駅以外の改札内乗り継ぎが可能な駅は茅場町駅（日比谷線）・日本橋駅（銀座線）・大手町駅（千代田線）、九段下駅（半蔵門線、都営新宿線）の4駅である。
- 起点の中野駅は他社接続の共同使用駅で、JR東日本の管轄駅である。改札内乗り換えが可能である。
- 終点の西船橋駅は他社接続の共同使用駅で、東京地下鉄の管轄駅である。JR東日本とは改札が分離されている。

## 発車メロディ
2015年5月から6月にかけて、従来のブザーに代わり向谷実作曲・編曲の発車メロディ（発車サイン音）を導入した（JR管轄の中野駅を除く）。九段下駅では爆風スランプの「大きな玉ねぎの下で 〜はるかなる想い」、日本橋駅では民謡「お江戸日本橋」、それ以外の各駅ではA線（西船橋方面）で「A Day in the METRO」、B線（中野方面）で「Beyond the Metropolis」（いずれもオリジナル曲）を使用している。各駅のメロディはそれぞれ駅や地域の雰囲気に合わせた異なるものになっているが、原曲をもつ九段下駅と日本橋駅のメロディも含めて進行方向につなぐと1つの曲になるように制作されている。
この発車メロディの導入に合わせて、向谷が代表を務める音楽館からCDアルバム『東京メトロ東西線 発車メロディCollection』が同年5月13日に発売されている。同アルバムには実際に使用されているメロディのオリジナル音源や、神保彰・矢堀孝一・宮崎隆睦ら国内のトップミュージシャンが演奏に参加したアレンジバージョンなどが収録されている。
なお、これらとは別に2018年11月26日からは、放送装置が更新された車両より順次スイッチ制作の車載メロディの使用を開始している。曲はA線が「スカイブルー」（福嶋尚哉作曲）、B線が「アゲハ蝶のワルツ」（塩塚博作曲）である。

## その他
- 営団地下鉄時代に車内に掲出していた路線図（メトロネットワーク）では、東西線は中央部を貫くように一直線で描かれていた。東京地下鉄となってからの自社車両では使われていないが、東葉高速鉄道の車両ではほぼ営団当時のものと同様の路線図（末端の西船橋駅からさらに東葉勝田台駅まで直線で延長したもの、かつ営団から東京地下鉄に改組後に開業した路線（副都心線）や直通運転先（成田スカイアクセス線）などを含めたもの）を掲出している。
- 車体帯のブルーは東義胤運転部・車両部分掌理事（当時）の指示によりタバコの「ハイライト」の色から取られたという[111]。そのため、当時の営団内ではラインカラーは「ハイライト・ブルー」と呼ばれていた[111]。
- 南砂町駅 - 西葛西駅間にある荒川中川橋梁は1,236 mあり、日本の鉄道橋の長さでは上位に位置している。これは隣接している2つの川（荒川・中川）を1つのトラス橋で渡るためである。両端は河川上ではないがトラスが続いている。
- 現在、国土交通省は新鉄道技術省令の解釈基準で電車線の勾配を最大で35 ‰と規定しているが、西船橋方面行きA線の早稲田 → 神楽坂間には40 ‰の下り勾配が存在する[14]。これは地上の道路幅が狭く、さらに道路が下り勾配となっているので、地下を通る東西線は上下構造のトンネルとするため、やむを得ずこのような線形となった[112]。
- かつて、東西線は東武野田線と直通運転をする計画があった[113]。上記の「開業までの沿革」の節と「都市交通審議会答申第10号」も参照。
- かつて、高田馬場駅から西武新宿線への相互直通運転が東西線建設前に検討されたこともあったが[114]、実現しなかった。2005年には西武鉄道と東京地下鉄が、西武新宿線内から東西線高田馬場駅に連絡線を新設、相互乗り入れすることについての協議を始めることで合意。2007年以降に都市鉄道等利便増進法対象プロジェクト化、工期7年での建設を目指していた[115]。その後、2010年3月時点では、西武鉄道・東京地下鉄の両者とも乗り入れ計画はないとしていた[116]。しかし、2020年9月に行われた東洋経済新報によるインタビューで西武鉄道社長の喜多村樹美男は新宿線が西武新宿駅止まりなので沿線から都心に向かう乗客からの不満の声が多いとした上で、「新宿線の都心乗り入れのために東京メトロ東西線乗り入れなどといった様々な選択肢を検討している」と語っており、相互乗り入れ計画を断念したわけでは無いことを示唆している[117]。
- 西葛西駅 - 葛西駅間の高架下の遊休地を使って完全人工光型植物工場を開設し、レタスなどの生産を行い、沿線のホテルやレストランに供給している[報道 34][新聞 5]。